# Moulin du Ruisseau des Rochers
Le moulin du Ruisseau des Rochers, est un moulin situé à Bugeat, dans le département de la Corrèze, en France, utilisant le courant d’eau du Ruisseau des Rochers, qui se jette dans la Vézère, en amont de Bugeat ; le mécanisme de meunerie a été à l'œuvre, au cours des siècles, dans deux bâtiments, qui se sont succédé au même endroit, le bâtiment le plus récent venant prendre le relais, dans les années 1930, d'un bâtiment plus ancien ; le bâtiment du moulin « ancien » était celui d'un moulin à eau traditionnel ; l’autre bâtiment est celui d’un moulin « moderne », une minoterie de l’époque moderne ; dans celle-ci ont été conservés des équipements qui fonctionnaient encore il y a 50 ans ; de ce fait, ce monument est un témoin précieux du patrimoine industriel lié à la meunerie et à la minoterie.

## Moulin "ancien", moulin "moderne": propriétaires et exploitants

### Le moulin auXIXesiècleet auXXesiècle: les propriétaires
Le moulin figure sur un plan cadastral, datant de 1823, où on le trouve situé à son emplacement actuel, un lieu-dit dénommé « Moulin de Bugeat », au sud de l’agglomération, à la sortie du bourg, à proximité d’une voie appelée « Route de Bugeat à Broussouloux » ; pour cette époque, qui est celle du premier quart du XIXe siècle, le nom des personnes qui possèdent, ou bien qui exploitent le moulin, n’est pas connu.
Nous sont connues, grâce aux documents conservés aux Archives Départementales de la Creuse et de la Corrèze, les données d’état-civil des propriétaires du moulin, à partir de 1824.
En 1824, le moulin est la propriété de Léonard Bayle.
Léonard Bayle est né en 1758, à Saint-Merd-la-Breuille, en Creuse ; il épouse, à Bugeat, en 1788, Jeanne Marie Salviat ; celle-ci est née à Bugeat en 1770, et elle est la fille de Jean François Salviat, notaire royal ; la famille Salviat possède, dans le bourg de Bugeat, la « Maison des Bruyères » ; cette maison est la résidence, tout au long du XIXe siècle, de personnes de la famille Bayle, propriétaires du Moulin du Ruisseau des Rochers ; Léonard Bayle est notaire royal, il est maire de Bugeat de 1804 à 1808, et il exerce également une activité d’aubergiste ; il décède, à Bugeat, en 1838.
Léonard Bayle et Jeanne Marie Salviat ont, en une vingtaine d’années, entre 1789 et 1810, treize enfants ; huit de leurs enfants sont nés en Creuse, à Saint-Merd-la-Breuille : Clément Léonard Charles Marie Bayle naît en 1789, Etienne Marie Charles Bayle en 1790, Marie Antoine Bayle en 1791, Anne Marguerite Bayle en 1793, Marie Bayle en 1795, Marie Anne Bayle en 1799, Antoine Clairi Bayle en 1800, Pierre Henri Bayle en 1801 ; leurs cinq autres enfants sont nés à Bugeat : Pierre Damien Bayle naît en 1803, Marc Antoine Vincent Bayle en 1805, Marie Marguerite Bayle en 1806, Jeanne Rose Bayle en 1807, Marie Jeanne Olimpe Bayle en 1810.
En 1867, un des fils de Léonard Bayle, Antoine Clairi Bayle, devient propriétaire du moulin.
Antoine Clairi Bayle est né en 1800, à Saint-Merd-la-Breuille, en Creuse, et il est donc le fils de Léonard Bayle et de Jeanne Marie Salviat ; il est notaire à Bugeat de 1828 à 1859 et il est maire de la commune de 1830 à 1860 ; il décède, à Bugeat, en 1884.
En 1886, un des fils d’Antoine Clairi Bayle, Antonin Jean Jacques Bayle, devient propriétaire du moulin.
Antonin Bayle est né en 1847, à Bugeat, et il est donc le fils d’Antoine Clairi Bayle et d’Eugénie Françoise Labachèlerie Fougeoles qui décède en 1887, à Bugeat ; il est maire de Bugeat de 1888 à 1892 ; il décède en 1901.
En 1893, la propriété du moulin passe ensuite dans les mains d’Antoine Duburg.
Antoine Duburg est né dans la commune de Bugeat, au village de Mouriéras, en 1836 ; il est l'époux de Charlotte Champseix, née à Bugeat, en 1835 ; il est le père de Marguerite Duburg, née dans la commune de Bugeat, au village d’Orlianges, en 1864.
En 1895, le gendre d’Antoine Duburg, François Bonneau, est le nouveau propriétaire du moulin.
François Bonneau est né à Viam, en 1853 ; il épouse en 1885 Marguerite Duburg ; il est le père de Marie Bonneau, née dans la commune de Viam, au village de La Regaudie, en 1886 ; il est décédé en 1906.
En 1935, le gendre de François Bonneau, Jean-Baptiste Gioux, prend possession du moulin.
Jean-Baptiste Gioux est né dans la commune de Millevaches, au village du Magimel, en 1878 ; il épouse en 1905 Marie Bonneau.

### Le moulin auXXesiècle: les exploitants
Le recensement de la population résidant dans la commune de Bugeat livre les noms des personnes qui, du début du XXe siècle jusqu’à la fin de l’activité de meunerie dans les années 1960, ont été celles qui ont exploité le moulin ; à telle ou telle époque, ce sont les propriétaires du moulin eux-mêmes qui en ont été les exploitants.
En 1906, le moulin est exploité par Marguerite Duburg, qui est née à Bugeat en 1864, et qui s’est mariée avec François Bonneau (né à Viam en 1853) ; elle est propriétaire du moulin ; elle y vit avec sa fille Amélie Bonneau qui est la sœur cadette de Marie Bonneau (née à Viam en 1886) ; cette meunière épouse Jean-Baptiste Gioux (né à Millevaches en 1878) ; Marie et Jean-Baptiste sont les parents de Rémy Gioux qui sera le dernier meunier du moulin du Ruisseau des Rochers.
En 1911, le moulin est exploité par Léonard Poulet, aidé par des membres de sa famille.
En 1921, il est exploité par Antoine Mourangeou, aidé par des membres de sa famille.
En 1936, il est exploité par Léonard Cheyppe, aidé par des membres de sa famille, tous travaillant pour un patron du nom de Gioux.
À partir des années 1940, il est exploité par Rémy Gioux.
Le dernier membre de la famille Gioux ayant exercé le métier de meunier est donc Rémy Gioux qui est décédé à l’âge de 92 ans, en février 2012 ; natif de Meymac, Rémy Gioux avait exercé la profession de meunier, le dernier de la commune de Bugeat, au moulin de Bugeat, propriété de sa famille maternelle, la famille Bonneau. Rémy Gioux a exploité en même temps la ferme de la propriété ; son métier de meunier disparaît dans les années 1960 lors des changements de l’agriculture qui s’oriente désormais vers l’élevage.

## Le moulin «ancien»
Le moulin « ancien », dont il reste quelques-uns des éléments, semble avoir existé dans un passé assez ancien, et il a passé le relais à un moulin « moderne », qui a été mis en place dans les années 1930, tout près du moulin "ancien", lors d'une opération de réinstallation de la meunerie ; il ne semble pas que ce moulin soit parmi les plus anciens moulins de la commune de Bugeat puisqu’il ne figure pas sur la Carte de Cassini du XVIIIe siècle.

### Historique et fonctionnement du moulin «ancien»
Seuls éléments qui subsistent du moulin « ancien » : une vieille meule qui a été placée dans le sol du bâtiment qui était celui du moulin "ancien", à proximité du moulin "moderne" ; l’axe vertical de la roue a été également gardé en souvenir et placé au niveau 0 du bâtiment du nouveau moulin. Pour se faire une idée de ce qu’était ce moulin, il existe, en Corrèze, des moulins à eau (comme celui de Niel, à Chauffour-sur-Vell) qui ont été remis en état, et qui sont aujourd’hui en mesure de transformer du grain en farine. Ils présentent les différents éléments d’un moulin à eau traditionnel : les rouets (roues crantées transmettant le mouvement), la meule tournante (la pierre supérieure qui tourne sur la pierre inférieure), la meule dormante, le boitard (boîte à travers laquelle passe l’axe vertical au centre de la roue dormante), la crapaudine (pivot de l’axe vertical entraîné par la roue), la trémie (auge où se trouve le grain à moudre déversé dans l’auget), le babillard (mécanisme secouant l’auget d’où le grain est déversé entre les meules), le blutoir (mécanisme tamisant la farine). C’est le blutoir qui permet de passer au crible la farine produite et de séparer cette farine en produits de qualités diverses : fleur de farine, farine de seconde catégorie, repasse, son.

### Exemple des moulins de Razel
Il existe, dans la région de Bugeat, des moulins à eau qui, restaurés, témoignent de ce qu’était un moulin comme le moulin « ancien » du Ruisseau des Rochers. C’est le cas des trois moulins situés près des hameaux de Razel et de Chaumeil, dans la commune de Pérols-sur-Vézère. Dans cette région où se situent Bugeat et Pérols-sur-Vézère, le Plateau de Millevaches culmine à près de 1000 mètres. Le dénivelé entre les sommets et la limite basse (700 mètres) permet une certaine hauteur de chute sur le réseau hydrographique ; ce dénivelé est favorable à l’implantation de moulins. Les plus nombreux étaient utilisés pour le grain et la farine produite servait à la consommation des personnes vivant à la ferme et à nourrir le bétail ; la farine consommée dans une ferme utilisait les propres récoltes de chaque exploitation. Le faible débit des ruisseaux exclut les roues verticales sur le flanc du moulin et oblige à utiliser un système de roue horizontale. Ce système a survécu jusqu’à la Première Guerre mondiale. Il a été concurrencé par l’arrivée des moteurs qui actionnaient des broyeurs pour la farine destinée aux animaux. Il a réapparu épisodiquement durant la Seconde Guerre mondiale, le moulin central de Razel s’arrêtant vers 1970. Un système ingénieux de maîtrise de l’eau a permis de valoriser le débit irrégulier du ruisseau.

### Le moulin «ancien» et la meunerie dans les années 1900-1910
Le moulin à eau du Ruisseau des Rochers, comme les autres moulins qui sont en activité, dans la commune de Bugeat, dans les années 1900-1910, œuvrent à moudre les céréales (seigle et avoine) et le sarrasin (qui n’est pas une céréale). Les produits obtenus par mouture sont destinés à nourrir hommes (pain de seigle, crêpes de sarrasin) et animaux (avoine). Dans les années 1900-1910, le seigle vient en tête dans les cultures avec, pour la commune de Bugeat, 190 hectares cultivés, avec un rendement de 10 quintaux par hectare ; le sarrasin arrive en deuxième position avec 100 hectares cultivés et un rendement de 10 quintaux par hectare ; l’avoine vient en troisième position avec 40 hectares cultivés et un rendement de 5 quintaux par hectare. En moyenne, sur une année, et pour ne tenir compte que du seigle, les moulins de la commune de Bugeat ont à moudre environ 120 000 kilos de grain ; cela représente, pour une population de 1000 personnes environ, 100 kilos de farine environ, par personne et par an (le rendement, en meunerie, donne 100 kilos de farine pour 120 kilos de grain) ; cela fait, approximativement, 400 grammes de pain par personne et par jour (et cela est loin de la consommation journalière, qui est de 700 grammes environ ; le sarrasin, à travers les crêpes, est là pour compléter ce régime alimentaire). Pour moudre ce grain, il y a, dans la commune de Bugeat, dans les années 1900-1910, une dizaine de moulins, dont l’un est le moulin du Ruisseau des Rochers.

### Transformations dans le premier tiers duXXesiècle
Dans le premier tiers du XXe siècle, le moulin du Ruisseau des Rochers subit des transformations comparables à celles d’autres moulins du Plateau de Millevaches ; les constructions sur un nouvel emplacement sont rares, et les reconstructions sur  un même emplacement sont fréquentes, comme cela se produit à Bugeat. La roche utilisée pour les meules est traditionnellement le granit, et il existe, à proximité de Bugeat, un lieu d’extraction, à Florentin, sur la commune de Bonnefond ; puis, les nouvelles facilités de transport permettent de faire venir les meules de régions voisines, comme les meules en grès du bassin de Brive. Quand le système productif autarcique prend fin, on voit, comme à Bugeat quelques rares installations se transformer en minoteries artisanales ; turbines, cylindres et plansichters remplacent les anciens mécanismes ; quand l’électricité devient largement disponible (cela se produit à Bugeat dans les années 1920, après un début d’électrification peu avant 1914), on voit apparaître des installations mues par l’électricité, comme le moulin de Laval-au-Bayle, à Saint-Rémy, dans le canton de Sornac, électrifié en 1925.

### Diminution du nombre de moulins au début duXXesiècle
Le début du XXe siècle voit une diminution rapide et importante du nombre de moulins. En 1896, il y a, en France, 37 050 moulins ; la plupart sont des petits moulins, qui sont au nombre de 35 260 : 9 291 meuniers travaillent seuls dans leur moulin ; 3 019 moulins sont exploités par le meunier et sa famille ; 22 950 moulins sont dirigés par un meunier et occupent de 1 à 5 ouvriers. En 1931, il reste, en France, 14 440 moulins (auxquels, pour obtenir le nombre total de moulins, pour la France, il faudrait ajouter les 330 moulins de l’Alsace et de la Lorraine ; ces moulins ne sont pas inclus dans le total de 14 440 moulins, car, ainsi, on peut faire la comparaison entre les chiffres de 1896 et ceux de 1931). On voit donc que, entre 1896 et 1931, soit en 35 ans, la France a perdu 22 610 de ses moulins, soit plus de 60 %.

### Galerie photographique: le moulin "ancien"

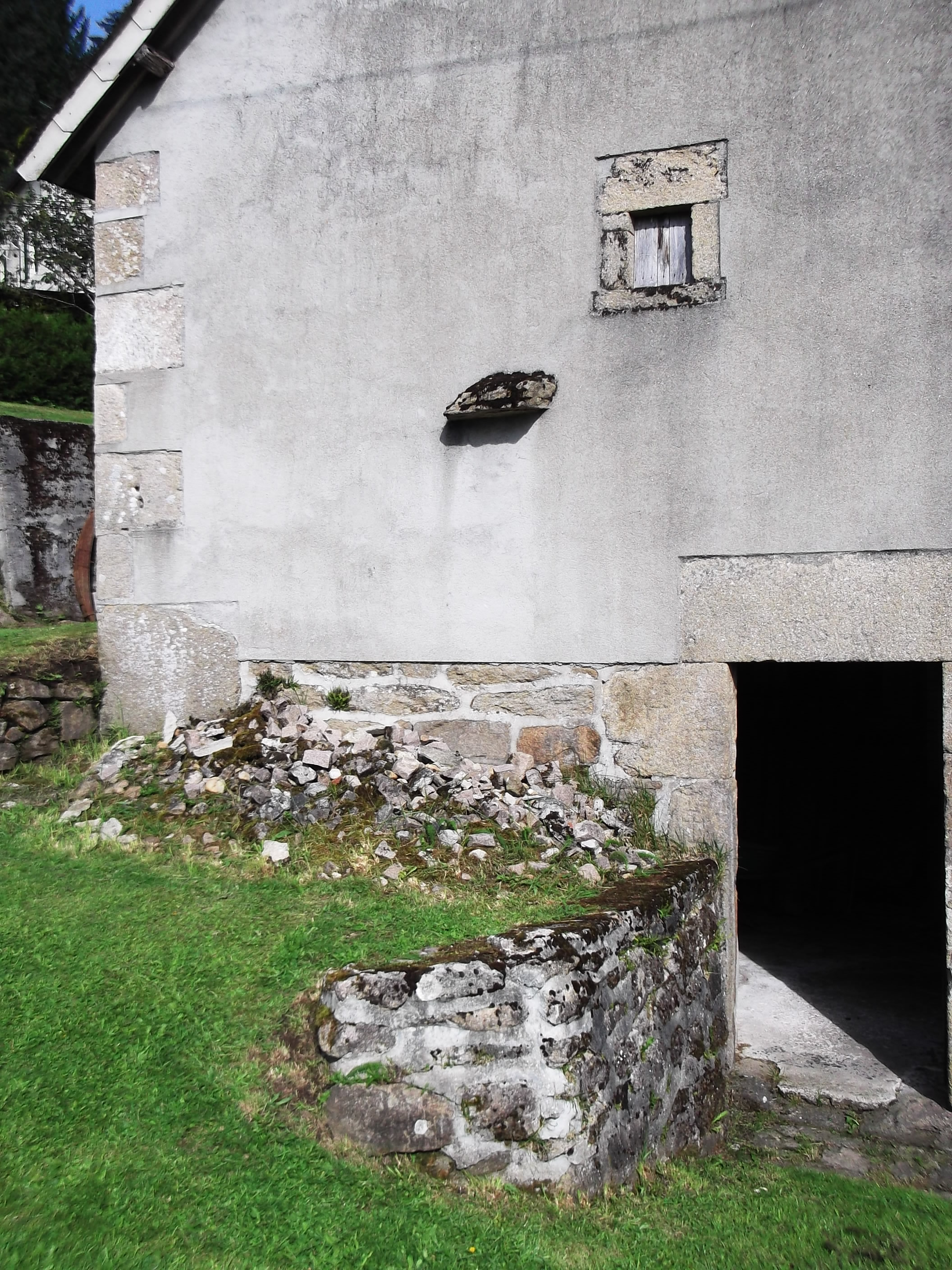
Bâtiment du moulin "ancien" où se trouve une vieille meule.
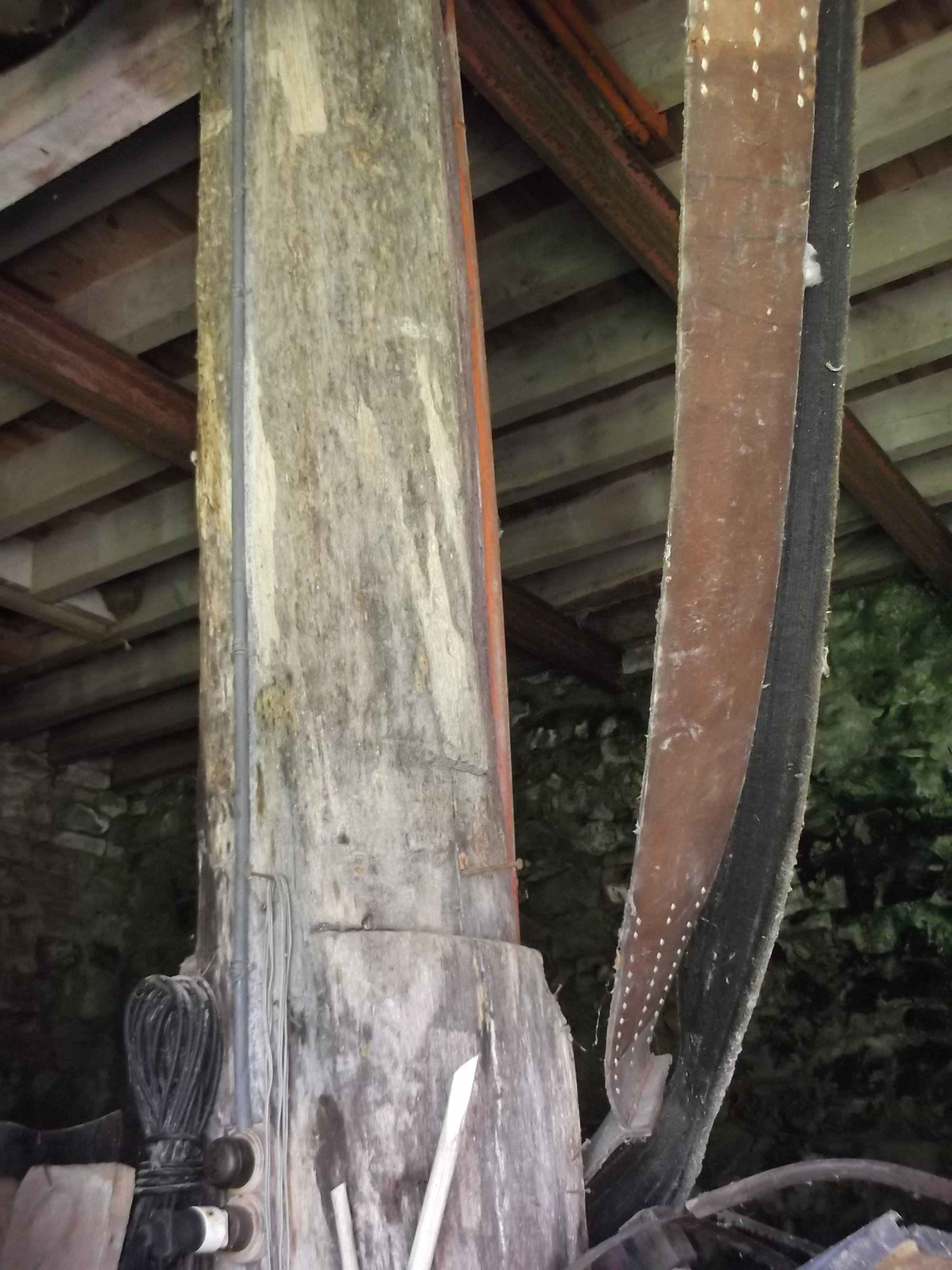
Arbre vertical du moulin « ancien », placé dans le moulin "moderne".
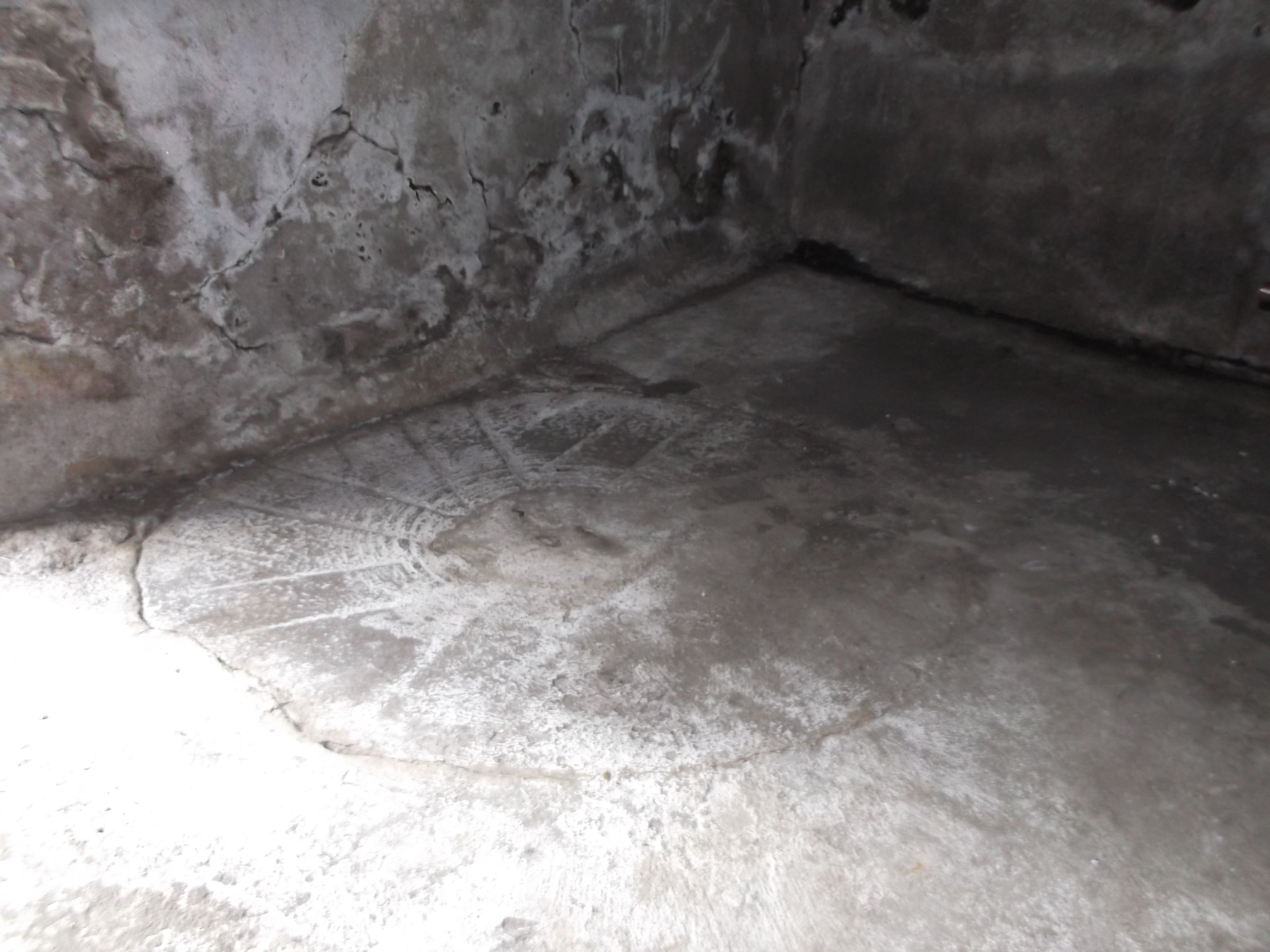
Meule du moulin « ancien », placée dans le bâtiment de ce moulin.

## Le moulin «moderne»
Le moulin « moderne » du Ruisseau des Rochers a été mis en place, après la Première Guerre mondiale, dans les années 1930, et, dans cette installation, ont été mises en œuvre diverses techniques de la meunerie de l’époque moderne qui en ont fait une véritable minoterie.

### Historique et fonctionnement du moulin «moderne»
Mis en place après la Première Guerre mondiale, dans les années 1930, le moulin « moderne » a arrêté sa production vers 1970. Son fonctionnement est à étudier en relation avec les transformations qui se produisent, dans la période précédant la Première Guerre mondiale, et dans la période qui suit cette guerre, dans plusieurs aspects de la vie des bourgs et des campagnes du pays de Bugeat. Il y a en effet un certain nombre de mutations techniques, économiques, sociales, qui ont entraîné, à Bugeat, comme dans beaucoup d’autres régions de France, au tournant du XIXe siècle et du XXe siècle, des évolutions importantes dans la meunerie. Les principaux domaines où se sont produites ces mutations sont au nombre de trois :
- innovations techniques : elles ont permis aux minoteries modernes de prendre un avantage décisif par rapport aux petits moulins traditionnels, en produisant des farines de meilleure qualité à un moindre coût ; des techniques nouvelles se mettent en place dans les années 1880-1890 et sont installées au moulin du Ruisseau des Rochers dans les années 1930 : mécanisme de nettoyage du grain, circulation du grain et de la farine par des chaînes à godets, cylindres à moudre à rouleaux de métal, bluteries à tamis brossés, moteur électrique (qui sert de source d’énergie d’appoint, à Bugeat, quand le débit d’eau est insuffisant), adoption de la technique de mouture dite « à l’américaine » ; cette technique "à l'américaine" consiste à effectuer de manière plus approfondie qu'auparavant (dans la technique de la mouture "à la française") les opérations de nettoyage du grain et de tamisage de la farine, et à effectuer la mouture en un seul passage ;
- changements économiques : la production céréalière, grâce, en particulier, à la montée en puissance des engrais, est en augmentation, et certaines exploitations ont une production qui sort du cadre d’une économie d’autarcie, une économie où une ferme produit la quantité de grain correspondant à la consommation des personnes de cette ferme, et cette évolution implique qu’il existe des moulins ayant une importante capacité de mouture ; le développement des moyens de transport, routes, véhicules, permet de rendre le circuit ferme > minoterie > boulangerie > ferme plus productif que le circuit ferme > moulin > ferme ;
- évolutions sociales : la baisse de la population dans les zones rurales, avec une concentration des habitants, à Bugeat, comme dans d’autres cantons de Corrèze, dans le bourg, une agglomération qui perd de sa population, mais moins que dans les campagnes qui sont peu à peu désertées, cette baisse de population rend les petits moulins traditionnels non viables économiquement ; la société, à Bugeat, comme dans toutes les campagnes semblables en France, se transforme peu à peu en une société d’échanges, et les produits de consommation sont achetés dans les circuits commerciaux : la farine est achetée chez l’épicier, le pain est acheté chez le boulanger.

Le moulin du Ruisseau des Rochers est, dans son installation de type minoterie, le témoin de ces mutations. Cette petite entreprise spécialisée dans la production de farine est, des décennies après qu’elle a cessé de fonctionner, comme un instantané, une photographie qui a fixé l’image d’une époque qui était, alors, une ère nouvelle, où l’on a vu apparaître des techniques, des méthodes, des rendements qui s’étaient adaptés à un environnement et à des besoins nouveaux.
Cette époque est maintenant révolue, après les bouleversements sociologiques et technologiques qu’ont connus les décennies qui ont suivi la Seconde Guerre mondiale.

### Le cheminement du grain dans le moulin «moderne»
Le cheminement du grain dans la minoterie du Ruisseau des Rochers est conforme au processus de meunerie propre aux moulins de l’époque moderne ; le bâtiment de meunerie se compose de trois étages, dans une construction édifiée sur un terrain en pente assez forte, avec un niveau 0 qui est accessible sur la façade avant exposée au sud-ouest, un niveau 1 qui est accessible sur la façade opposée, exposée au nord-est, un niveau 2 qui est l’étage supérieur du bâtiment :
- niveau 0 : on y trouve la turbine, alimentée par l’eau du Ruisseau des Rochers conduite ici par un bief qui prend l’eau en amont du moulin ; ce bief aboutit à un grand bassin où l’eau est stockée et d’où elle est amenée par une conduite souterraine vers la turbine ;
- niveau 0 : de la turbine part une courroie, et cette courroie entraîne une multitude de poulies et de courroies qui actionnent les divers équipements de la minoterie ;
- niveau 1 : ici, les sacs de grain, déchargés des véhicules qui les ont conduits jusqu’à la minoterie, sont pesés sur une bascule, et le grain  est déversé dans un silo, où il est stocké ;
- niveau 2 : on y trouve un moulin à vanner, un tarare mécanique, vers lequel le grain est conduit depuis le silo, et dans lequel le grain est dépoussiéré et épierré ;
- niveau 1 : ici sont installés les dispositifs de mouture, vers lesquels le grain nettoyé est conduit par une chaîne à godets, sorte de courroie de toile, porteuse de petites écopes, courroie et écopes étant enfermées dans un manchon de bois ;
- niveau 1 : le grain à moudre est introduit dans des concasseurs à rouleaux, des machines écrasant le grain entre des cylindres de broyage en métal ;
- niveau 2 : on y trouve les blutoirs, vers lesquels la farine est acheminée par une chaîne à godets, et dans lesquels la farine est tamisée ;
- niveau 2 : la farine tamisée est versée dans un silo qui communique avec le niveau 1, et c’est au niveau 1 que la farine est mise en sac et pesée ;
- niveau 0 : à ce niveau, à proximité de la turbine, se trouvent deux mécanismes complets de meunerie à meules en pierre, utilisant la force d’entraînement de la turbine moderne, des mécanismes servant à produire des farines pour les animaux (produite à partir de l'avoine), au même moment où la farine pour le pain est produite par une chaîne de mouture moderne mécanisée ; cette séparation entre les deux processus de meunerie répond à la nécessité de ne pas introduire dans la chaîne de mouture mécanisée du seigle un autre type de grains comme ceux de l'avoine[11].

### Témoignage sur le moulin «moderne»
Un habitant de Bugeat a laissé la vision qu’il a gardée d’un quartier de Bugeat, dans les années de l’entre-deux-guerres, un quartier connu comme « Le Moulin » ; on le rejoint en passant sous le pont de chemin de fer, et en se dirigeant vers le Pont des Rochers. Selon ce témoin, ce parcours était bien connu, puisqu’il conduisait au lavoir la majorité des Bugeacoises qui devaient s’occuper du lessivage du linge. Le linge qui avait été lessivé à l’eau chaude dans un récipient métallique, à la maison, était mis dans un baquet en bois ; le baquet était chargé sur une brouette et les femmes rejoignaient, pour le rinçage du linge, le Ruisseau des Rochers qui alimente le moulin. Ce témoignage nous fait voir ce quartier de Bugeat avec le « Lavoir du Moulin », qui a été représenté sur des cartes postales, et avec la minoterie, qui n’a pas été photographié comme le lavoir l’a été.

### Activités de meunerie dans les Registres des Meuniers et Boulangers
Les chiffres consignés dans un registre à l’usage des meuniers et boulangers, tenu par Rémy Gioux, pour la période allant d’octobre 1941 à novembre 1942, indiquent que l’activité du moulin consiste à fabriquer des produits de mouture correspondant aux céréales apportées par les cultivateurs. Pour un échantillon des relevés d’activité qui prend en compte les 18 premiers jours d’octobre 1941, on dénombre, en moyenne, 1 livraison de céréales par jour. La quantité de céréales est, pour chaque livraison, de 50 kg environ. Une seule céréale est mentionnée, le seigle, dans ce registre qui est destiné à tenir compte des livraisons de farines panifiables (ce qui exclut le sarrasin) des céréales suivantes : le blé, le seigle, le méteil (le méteil est un mélange de blé et de seigle). Le pourcentage d’extraction qui est mis en œuvre dans ce travail de meunerie est de 72 %, et le pourcentage d’impuretés est de 2 %. Cela fait, pour 51 kg de grains livrés, 1 kg d’impuretés, et 50 kg de produits de mouture livrés au cultivateur, dont 36 kg de farine panifiable, et 14 kg de sons et issues (les issues sont les produits résultant des opérations de mouture, à côté de la farine et du son). Les cultivateurs qui livrent leurs grains au moulin sont 18 différents exploitants, dont les fermes se trouvent dans la commune de Bugeat et dans 4 communes voisines : Tarnac, Viam, Bonnefond, Pérols-sur-Vézère. Il est à noter que 4 de ces exploitants sont des femmes cultivatrices, ce nombre pouvant s’expliquer par la situation résultant des combats franco-allemands de 1940, et par le nombre important de prisonniers de guerre français.

### Galerie photographique: circuit du grain dans le moulin "moderne"

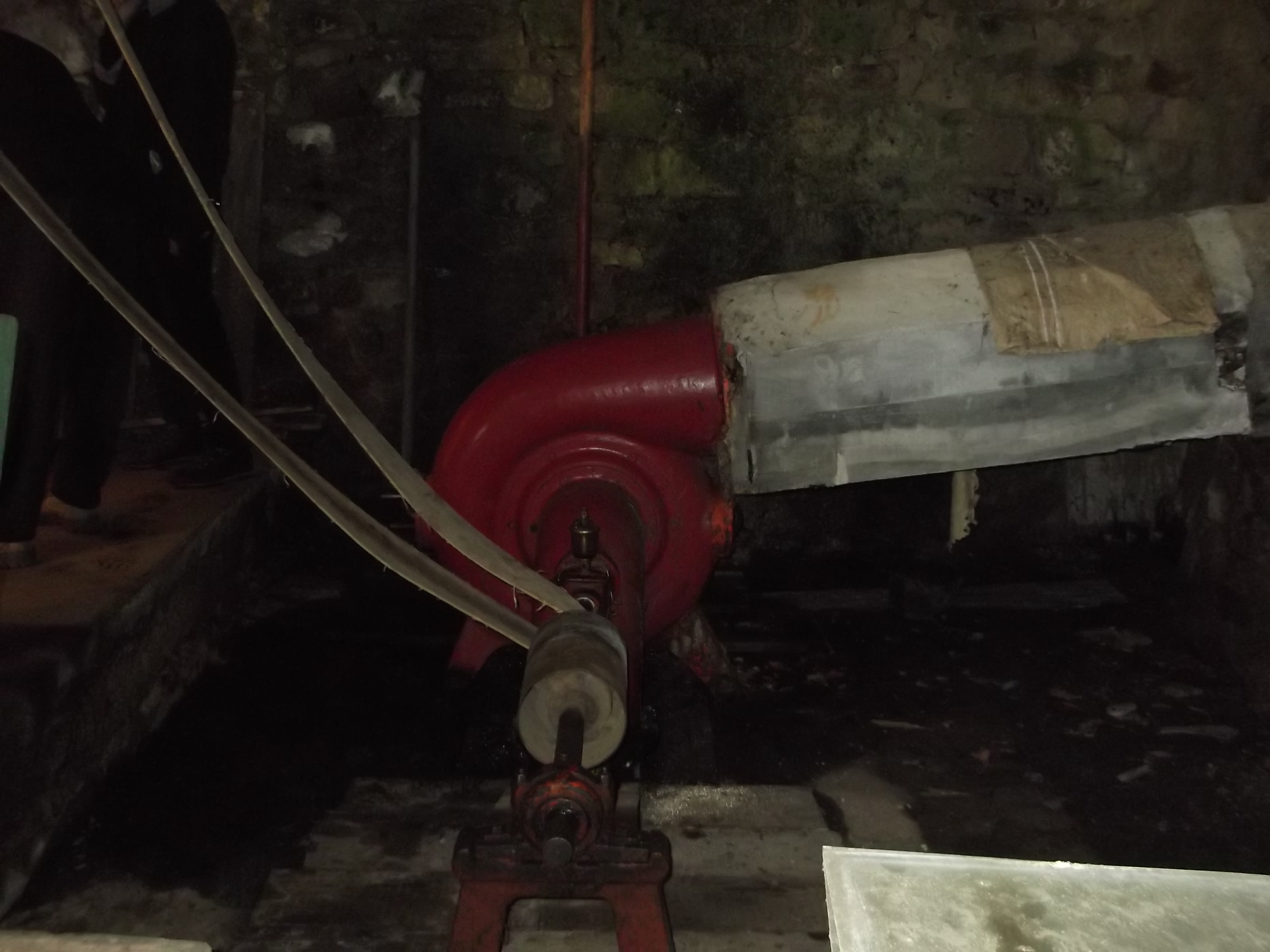
Turbine à eau (voir étape A ci-dessous).
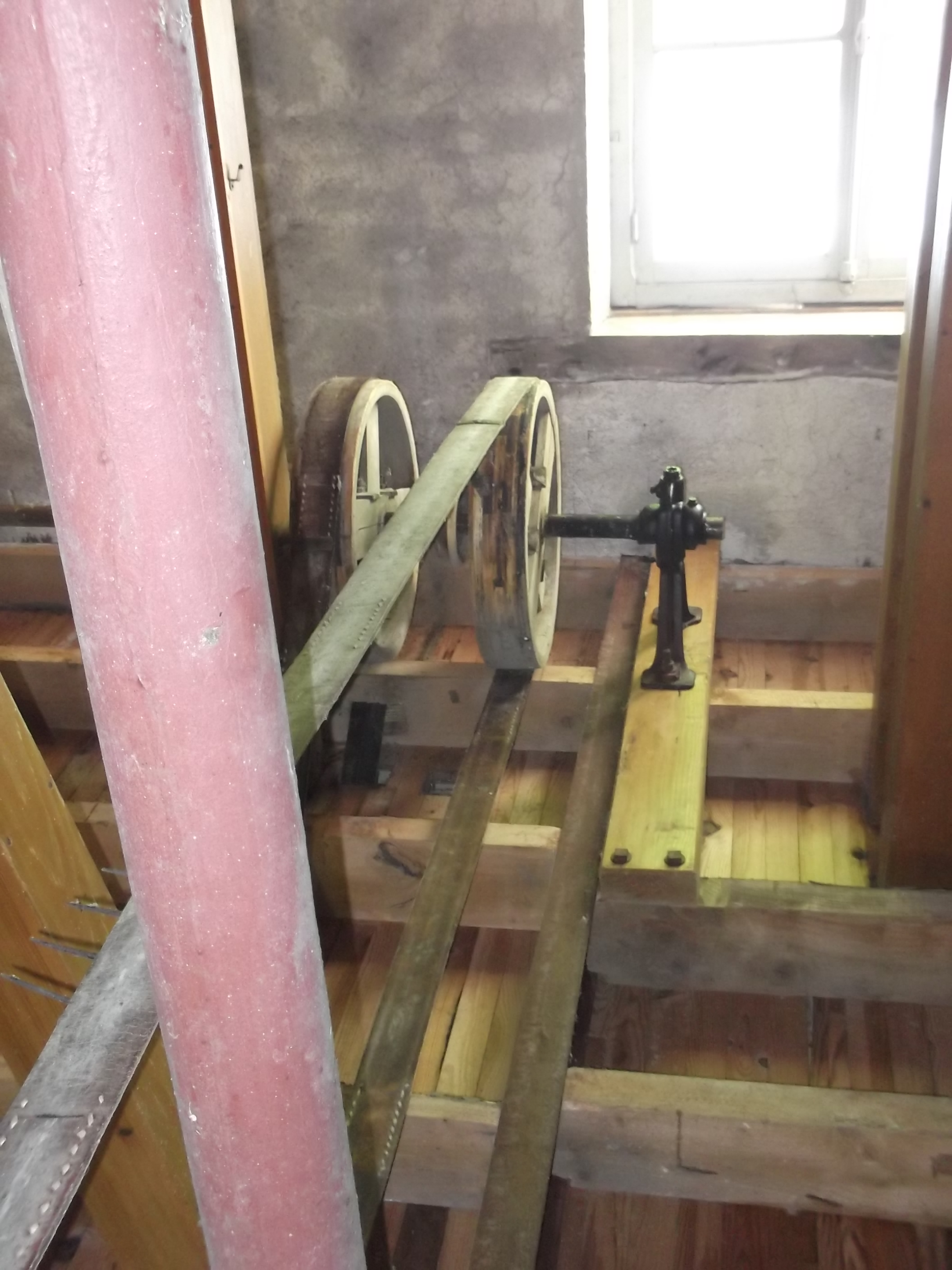
Poulies et courroies entraînant les divers équipements (voir étape B ci-dessous).
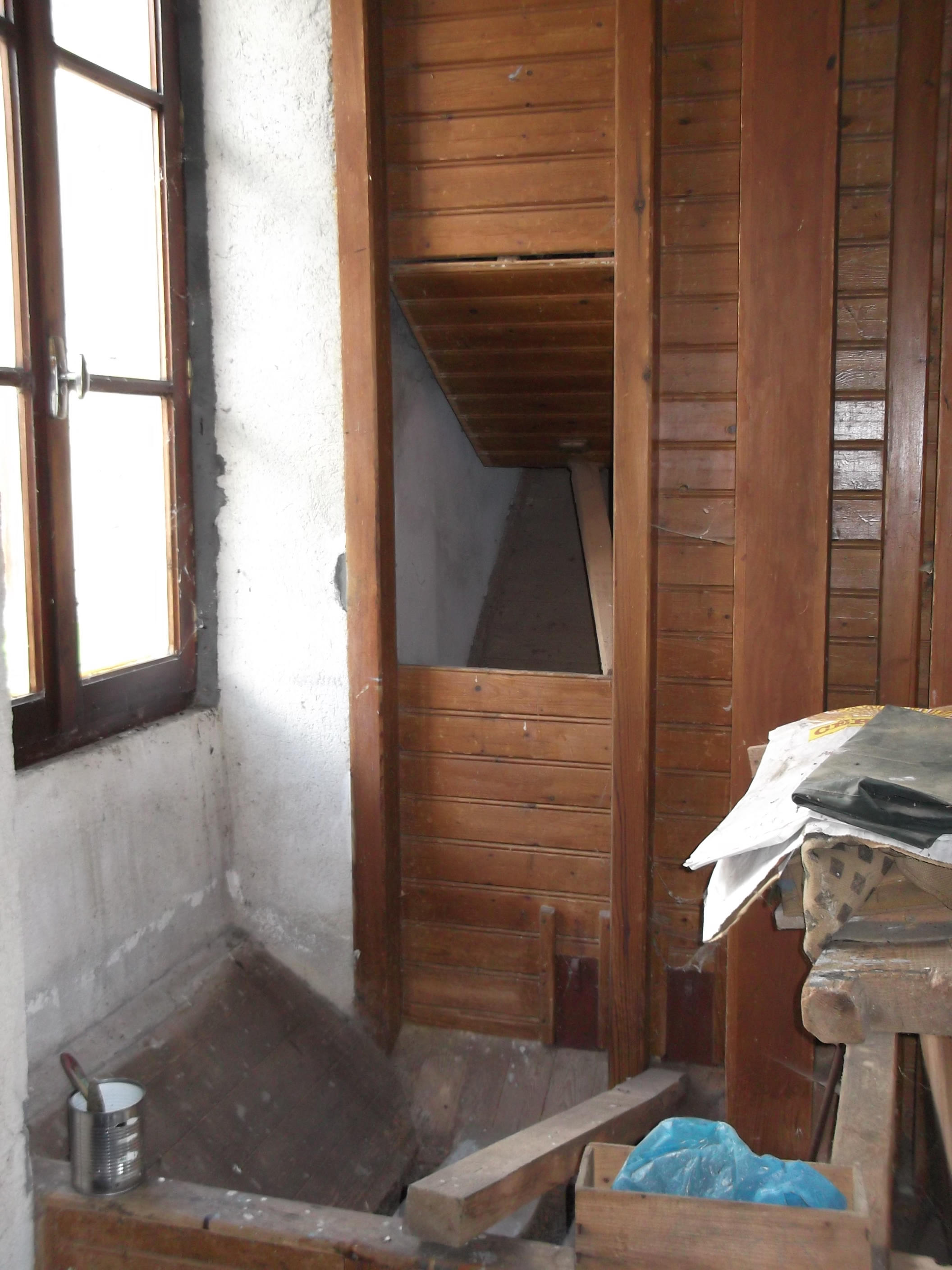
Silo à grain dans lequel le grain est stocké (voir étape C ci-dessous).
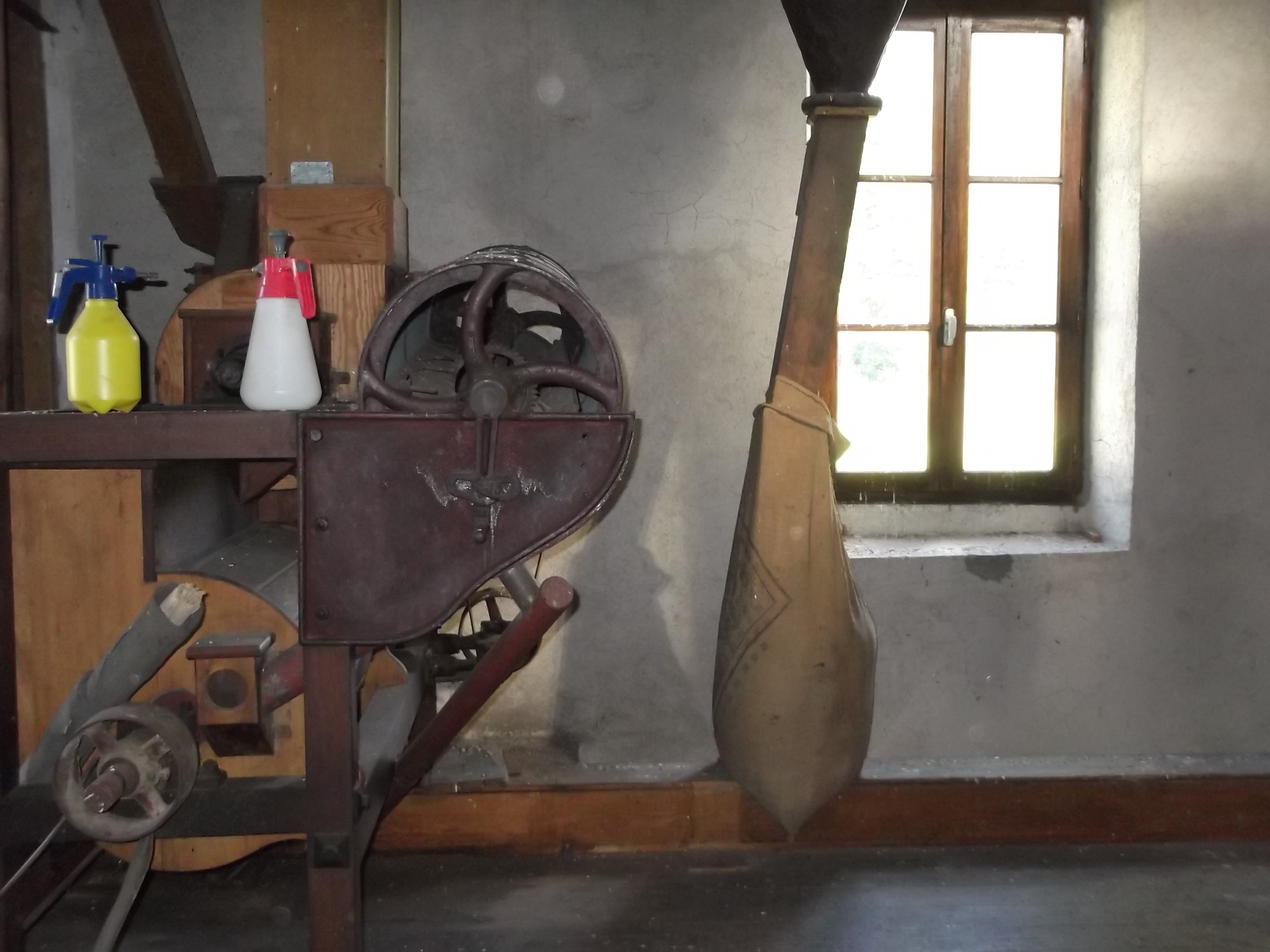
Moulin à vanner où le grain est nettoyé (voir étape D ci-dessous).
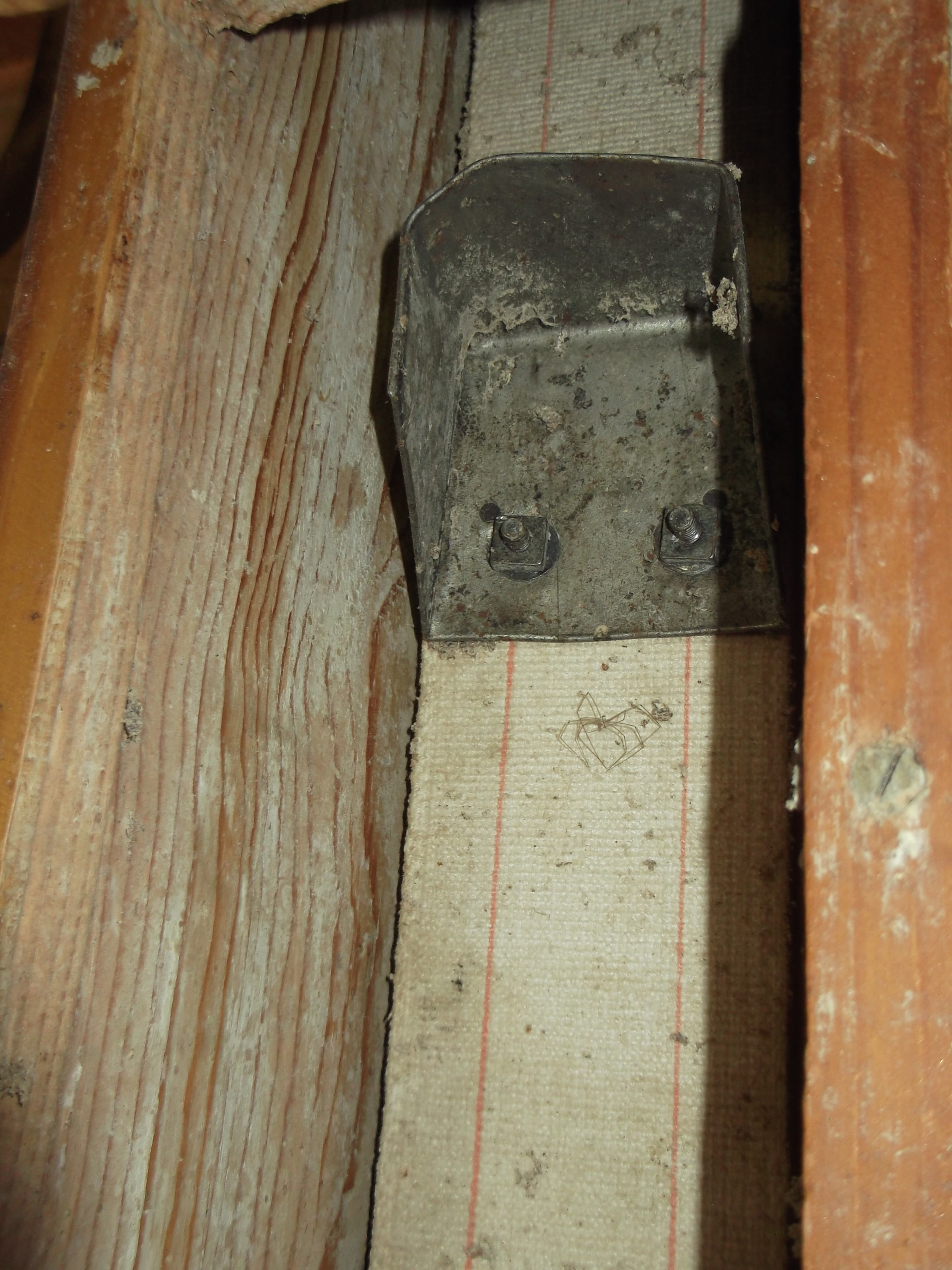
Les chaînes à godets véhiculent le grain et la « farine » (voir étape E ci-dessous).
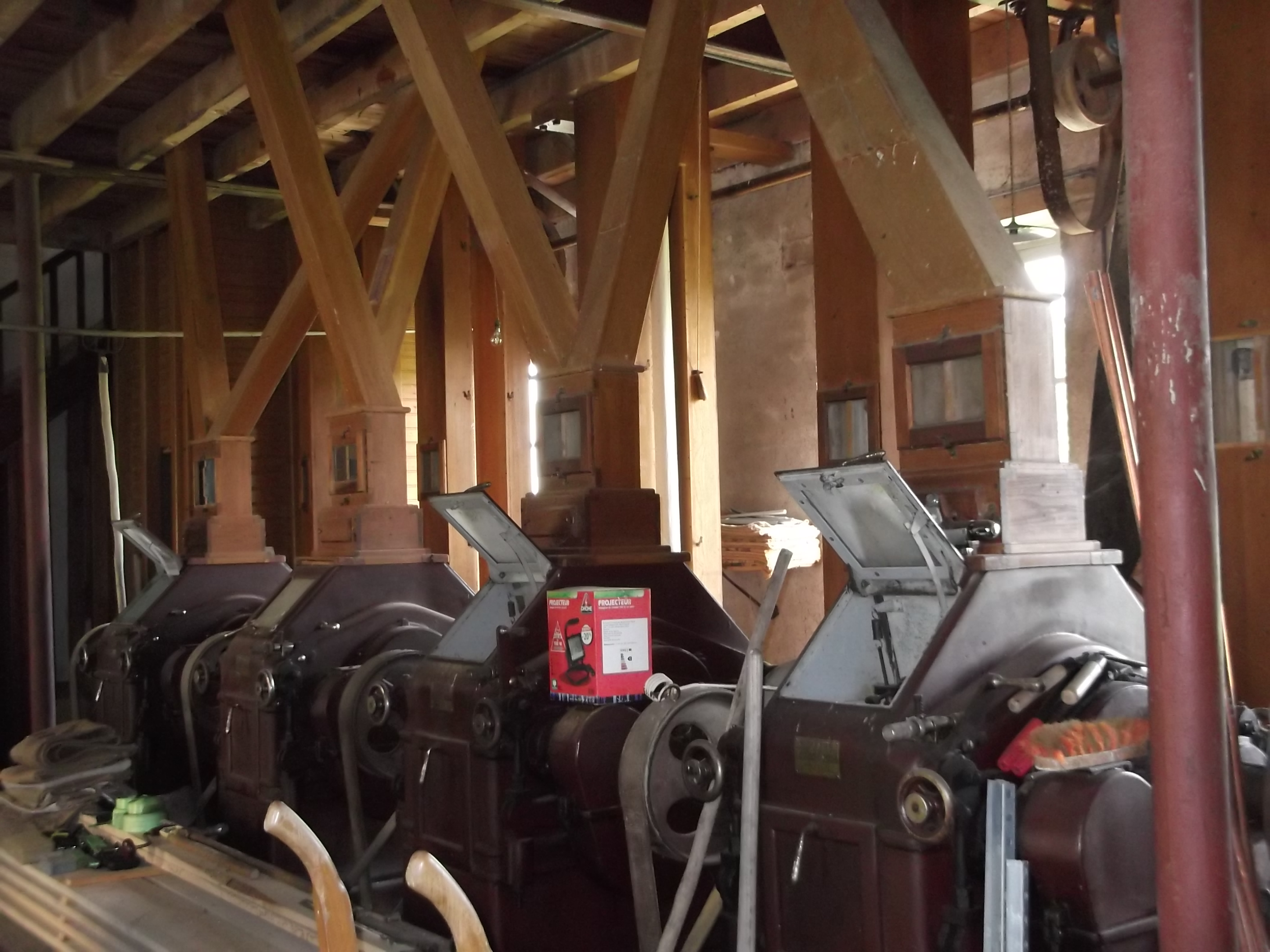
Les concasseurs à rouleaux, des machines écrasant le grain (voir étape F ci-dessous).
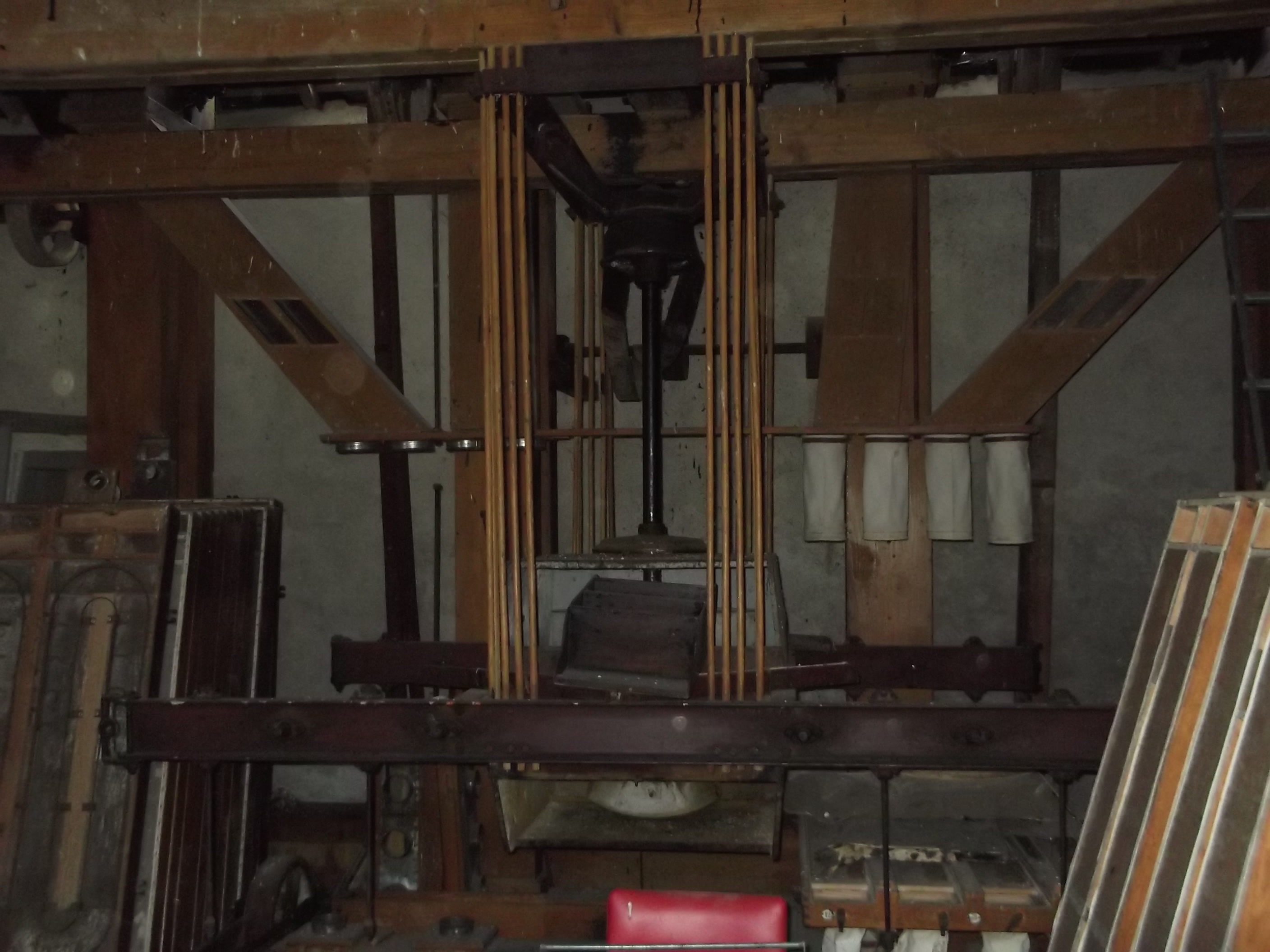
Blutoirs, vers lesquels la farine est acheminée pour y être tamisée (voir étape G ci-dessous).
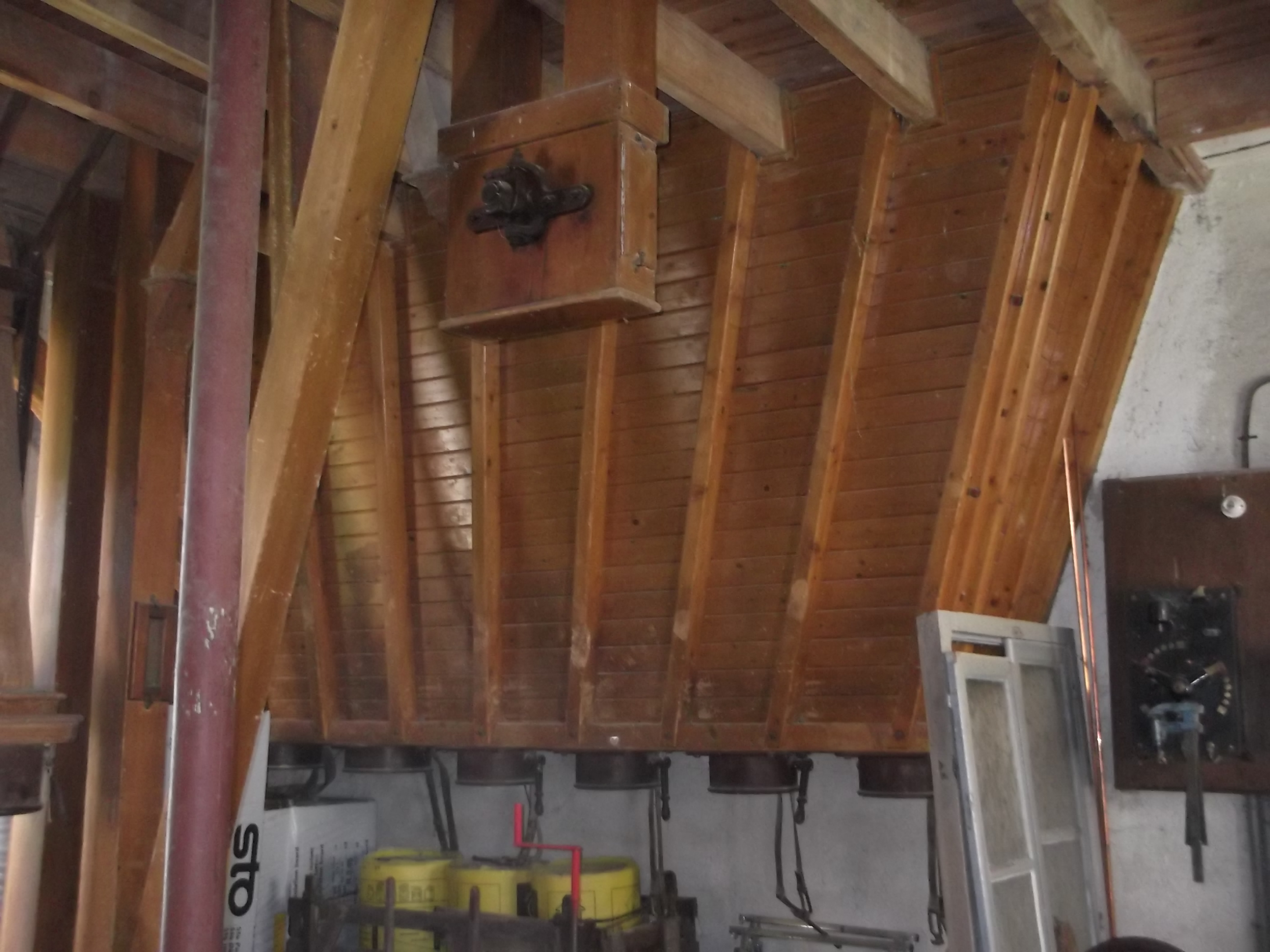
La farine tamisée est versée dans un silo avant d’être mise en sac (voir étape H ci-dessous).
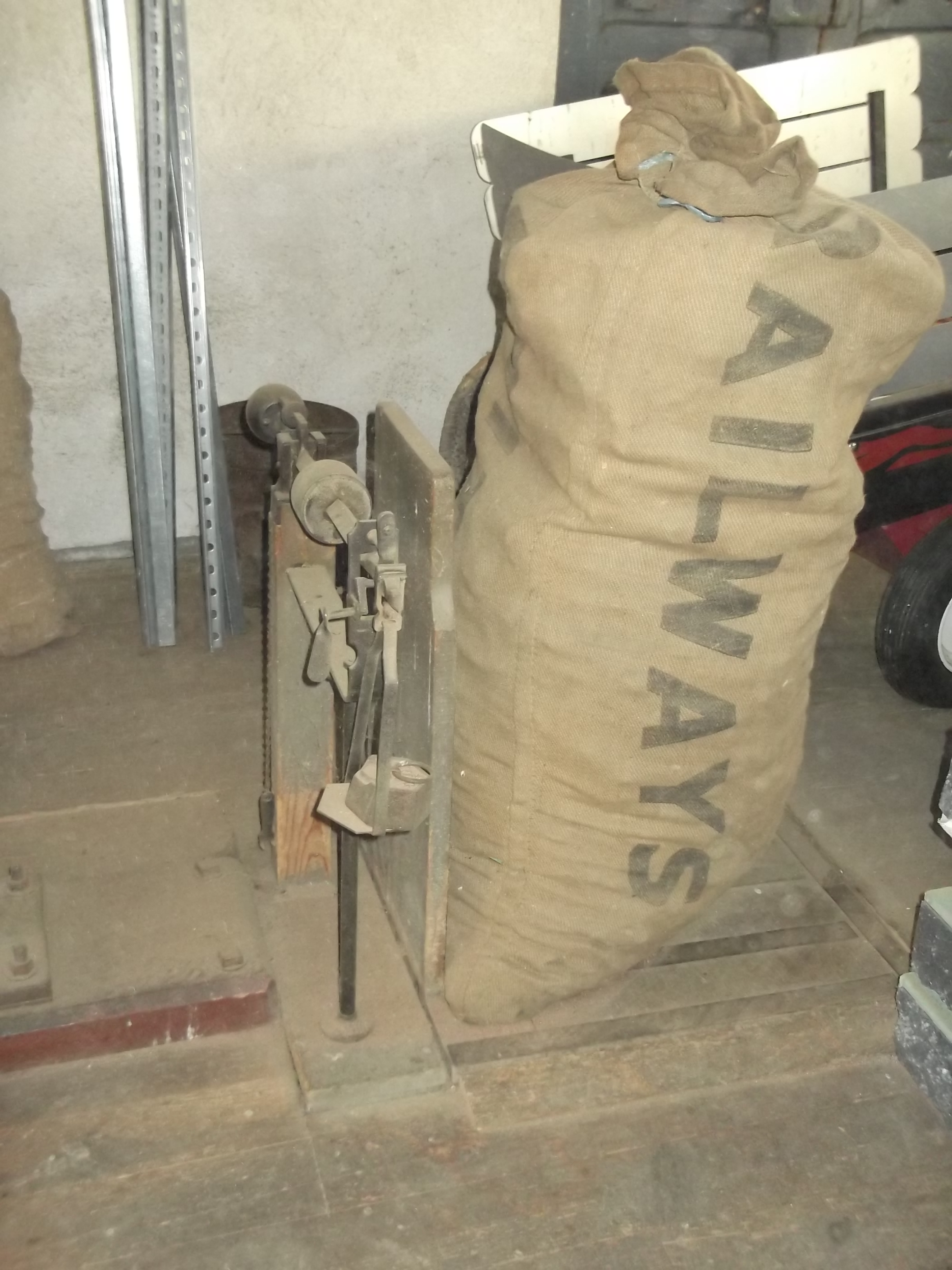
Le sac est pesé sur la bascule (voir étape I ci-dessous).

Commentaires, d’après l’ouvrage de Jean Orsatelli :
- étape A : la turbine à eau est entraînée par le courant d’eau venant du bassin de retenue, dans lequel se déverse l’eau du Ruisseau des Rochers, amenée par un bief ;
- étape B : les poulies et les courroies distribuent, aux trois niveaux du bâtiment, la force nécessaire aux machines et aux mécanismes ;
- étape C : le grain, déchargé du véhicule de transport et pesé, est stocké dans un silo, et un tire-sacs sert à monter les sacs au niveau où ils sont déversés dans ce silo ;
- étape D : le moulin à vanner mécanique, également connu sous le nom de tarare, où le grain est conduit pour être dépoussiéré et épierré ;
- étape E : les chaînes à godets, courroies de toile porteuses de petites écopes, enfermées dans un manchon de bois, assurent le cheminement du grain et de la farine ;
- étape F : les moulins à cylindres sont des concasseurs à rouleaux, qui ont remplacé les meules de pierre, écrasant le grain entre des cylindres de broyage en métal ;
- étape G : les blutoirs, vers lesquels la farine est acheminée par une chaîne à godets, et dans lesquels la farine est tamisée ;
- étape H : la farine tamisée est versée dans un silo où elle est stockée en attendant d’être mise en sac ;
- étape I : la bascule est utilisée pour peser le sac rempli de farine avant que ce sac soit chargé sur un véhicule qui l’emporte chez les clients de la minoterie.

### Galerie photographique: instruments conservés dans le moulin "moderne"

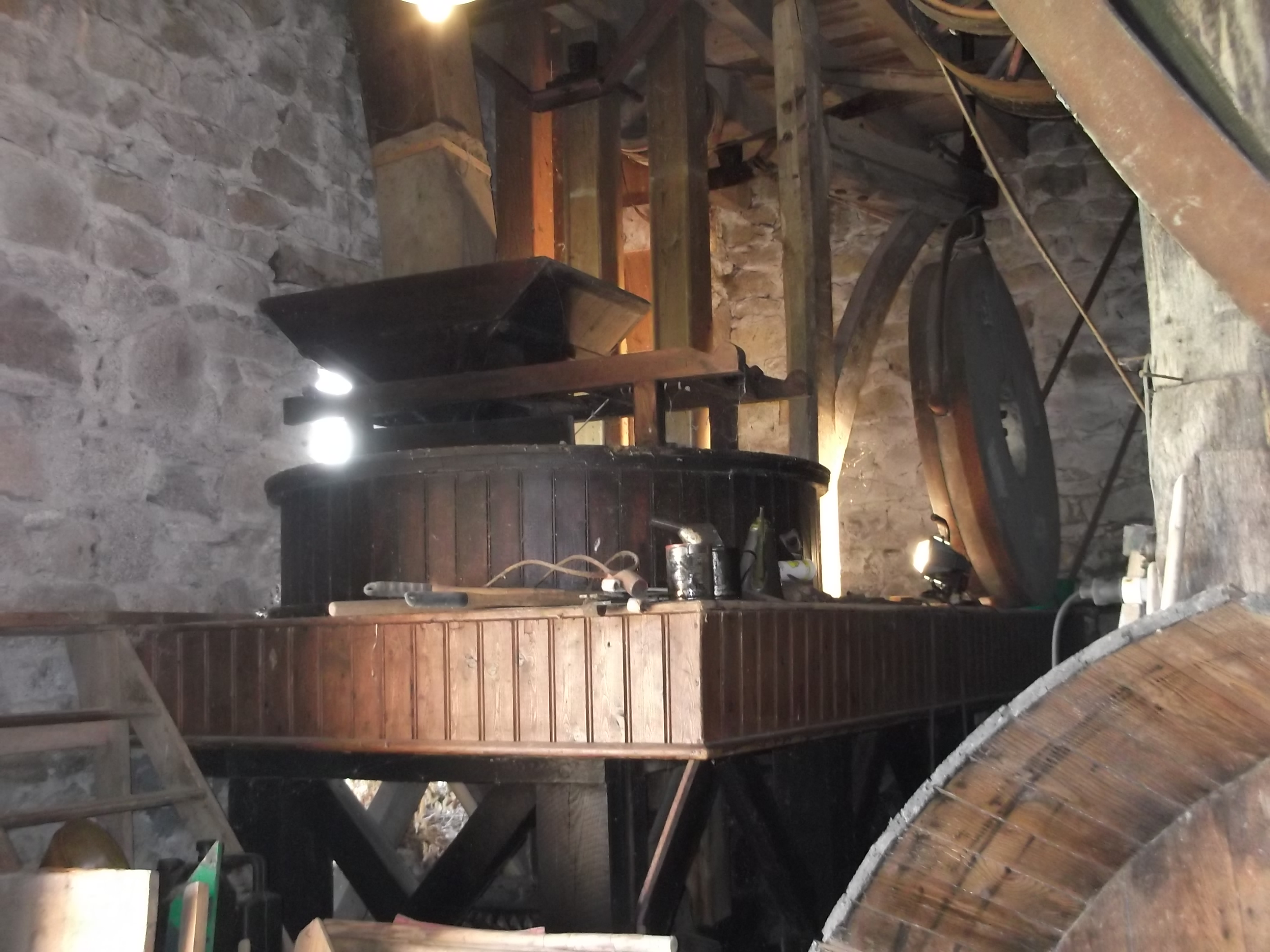
Mécanisme de meunerie à meules en pierre dans le moulin « moderne ».
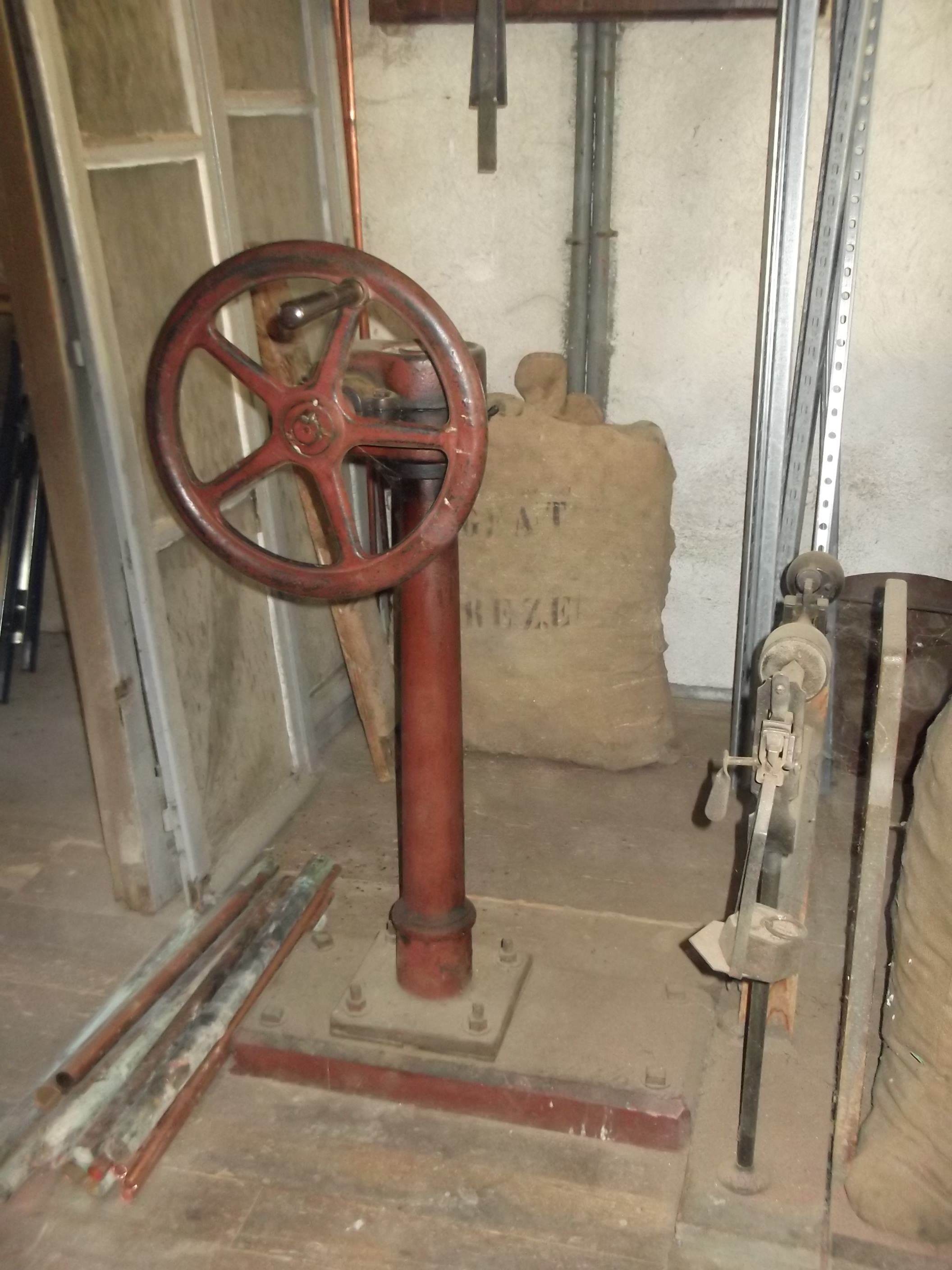
Manette réglant le débit du courant d’eau envoyé dans la turbine du moulin « moderne ».
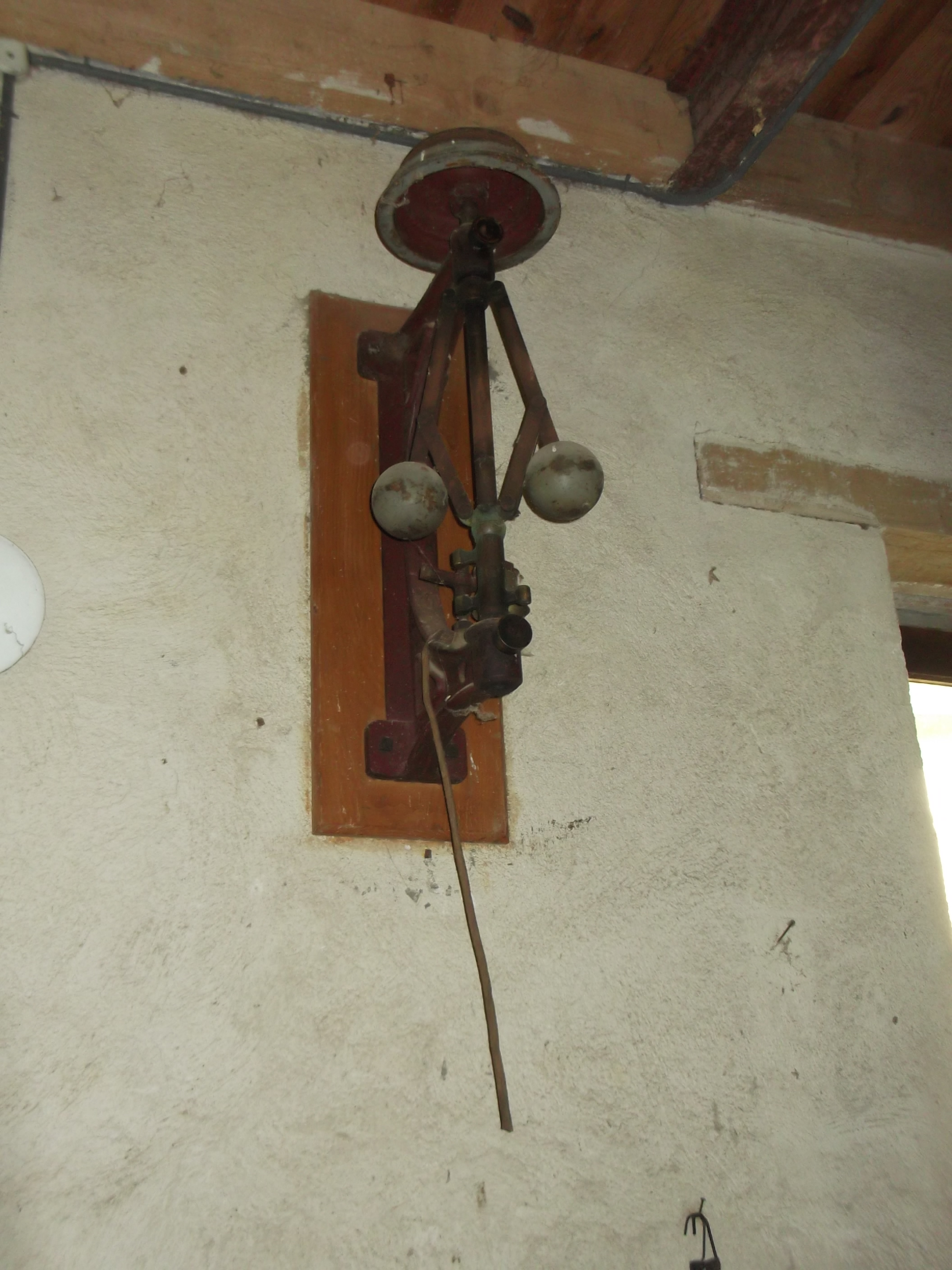
Contrôleur de vitesse à boules de Watt dans le moulin « moderne » (voir note 1 ci-dessous).
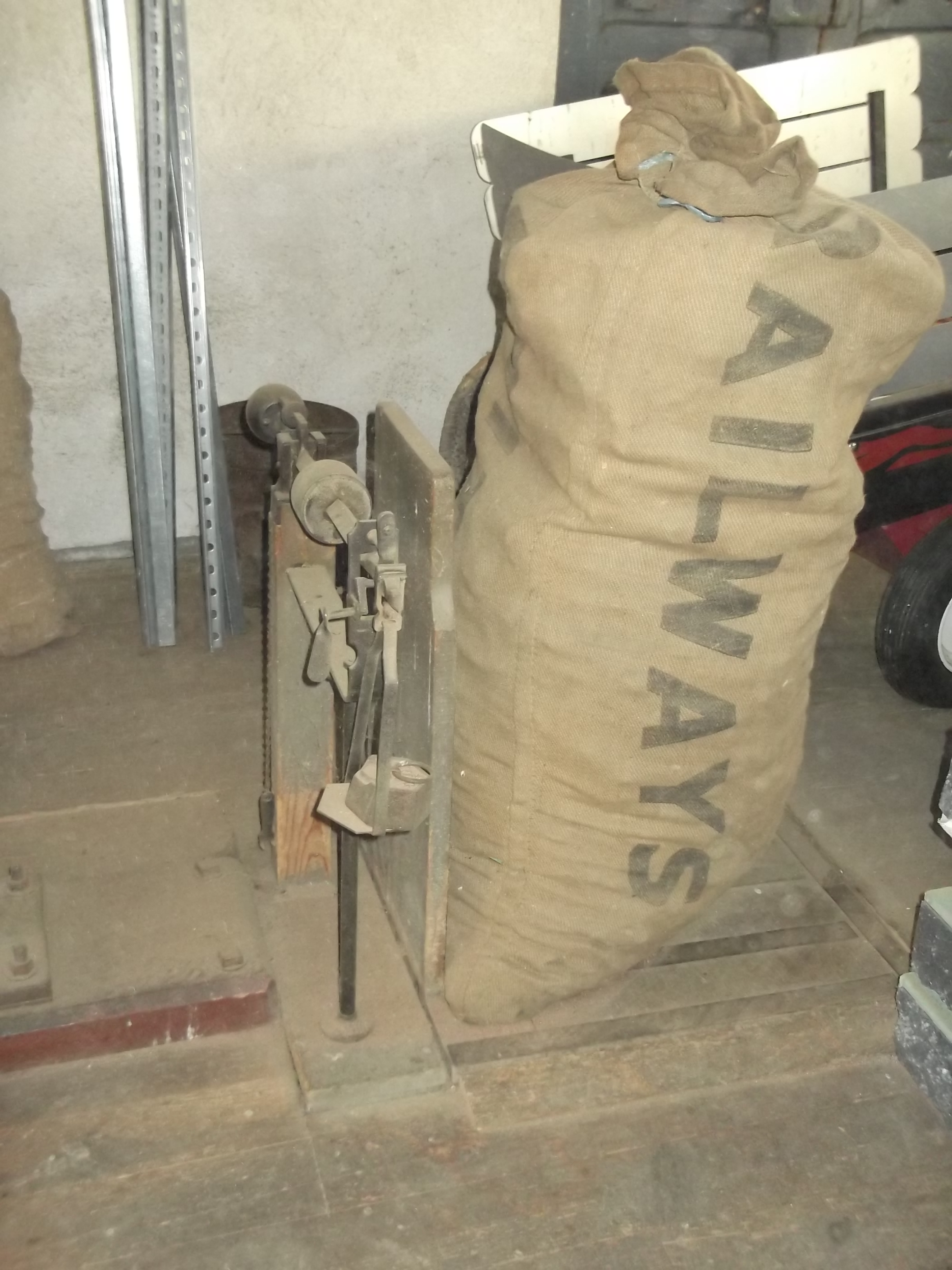
Bascule pour peser les sacs de grain ou de farine dans le moulin « moderne ».
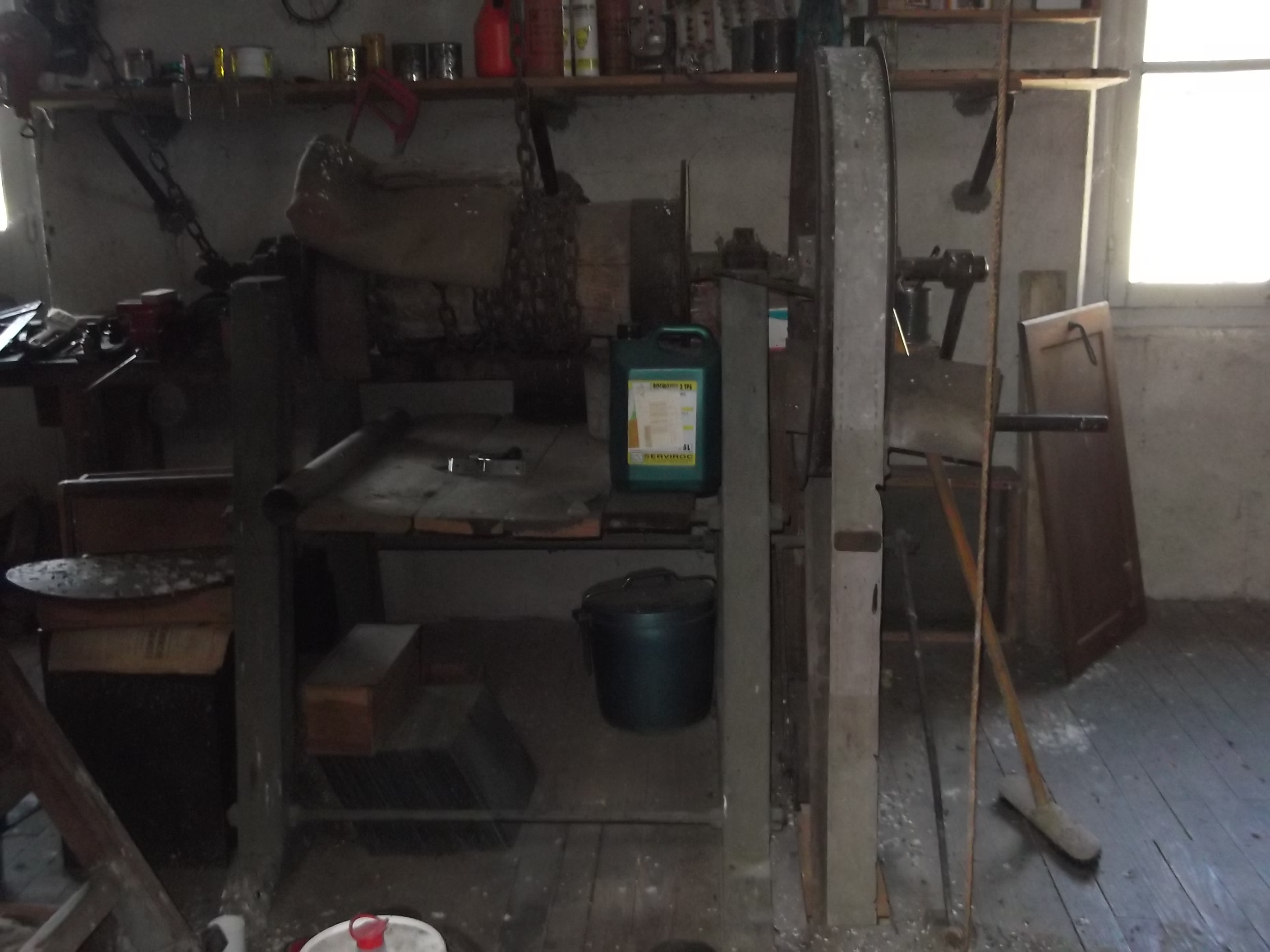
Mécanisme de levage des sacs depuis le niveau supérieur dans le moulin « moderne ».
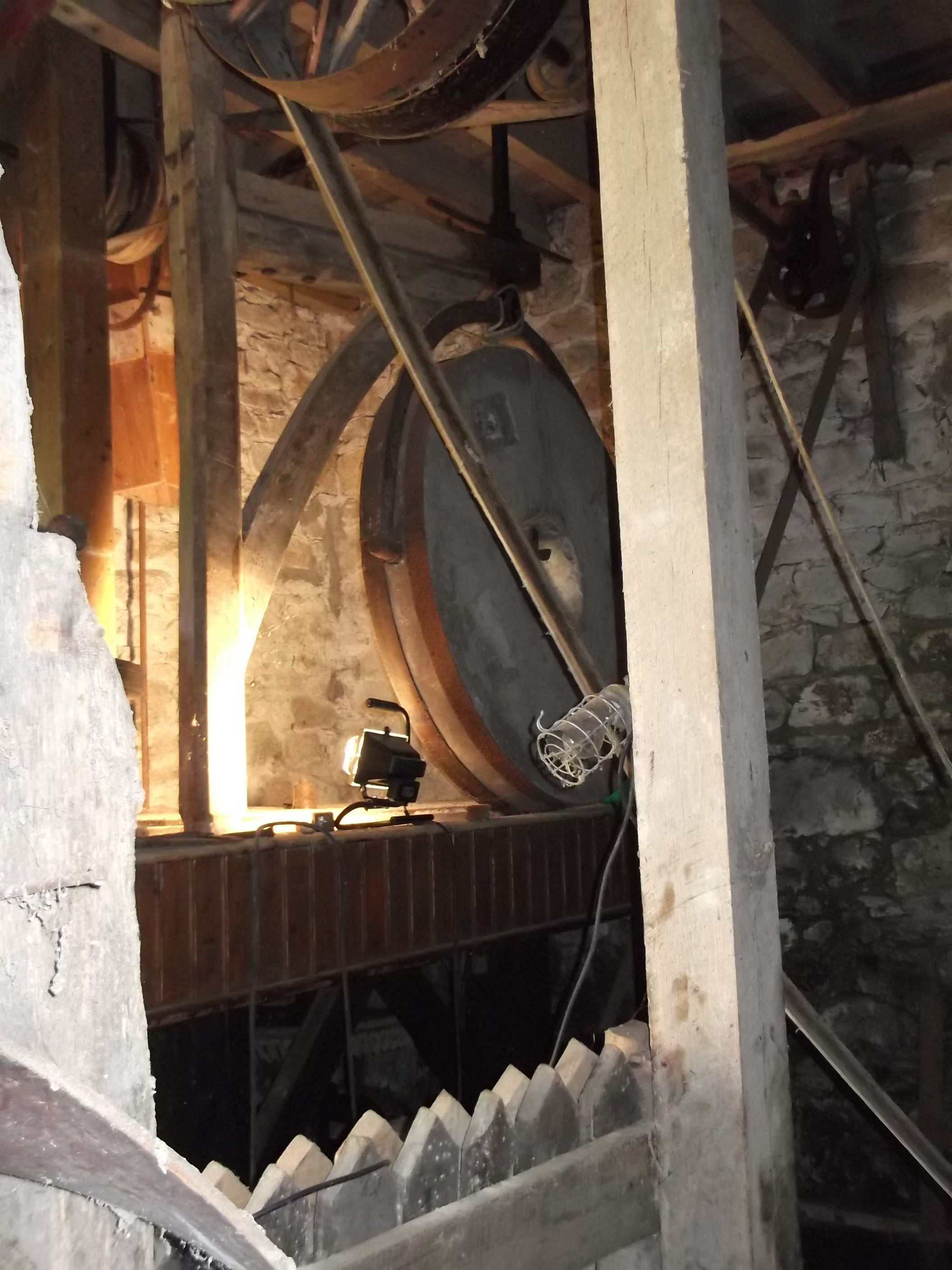
Potence de levage des meules en pierre dans le moulin « moderne » (voir note 2 ci-dessous).
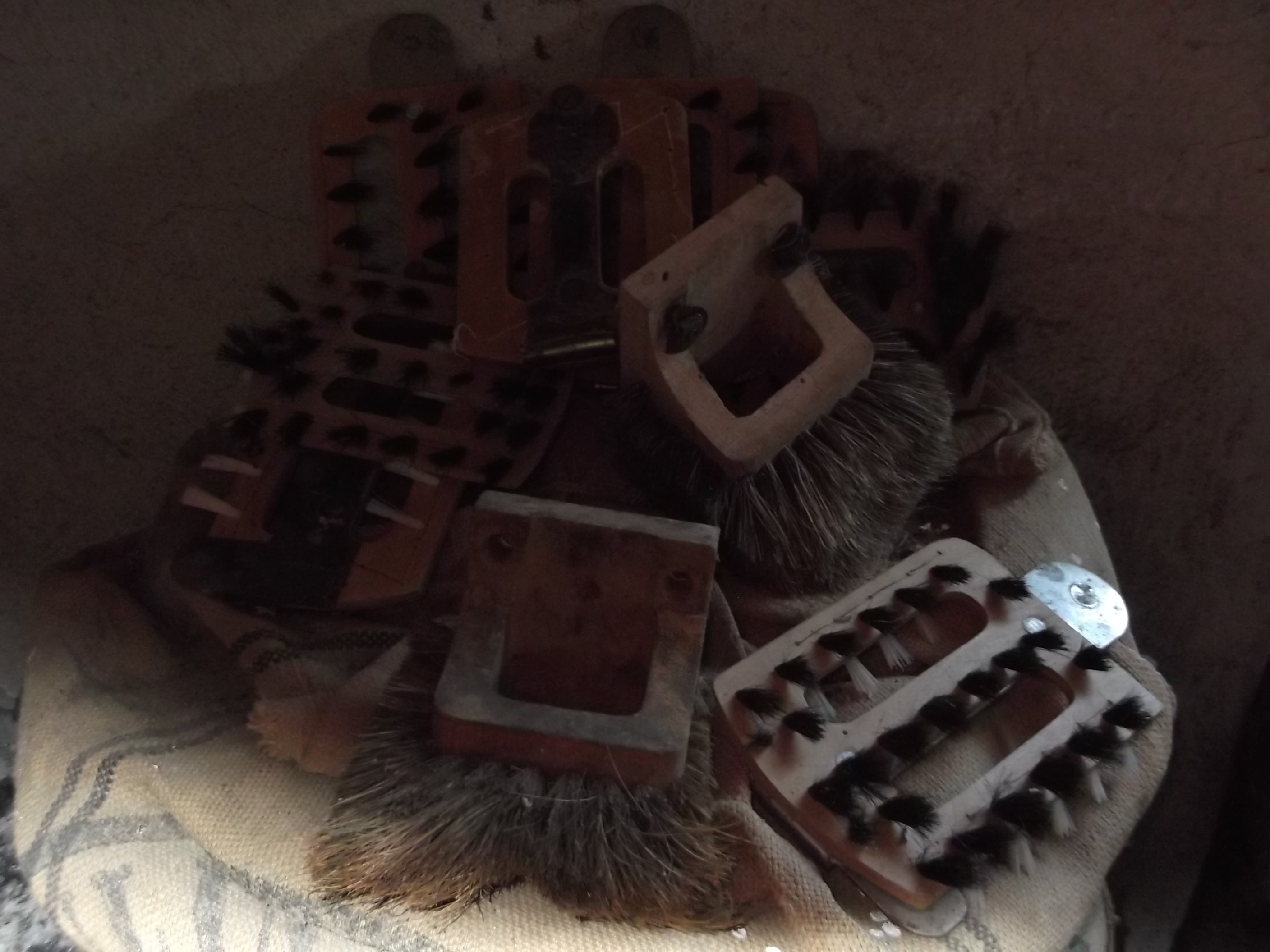
Brosses mécaniques balayant la toile des tamis dans le moulin « moderne ».
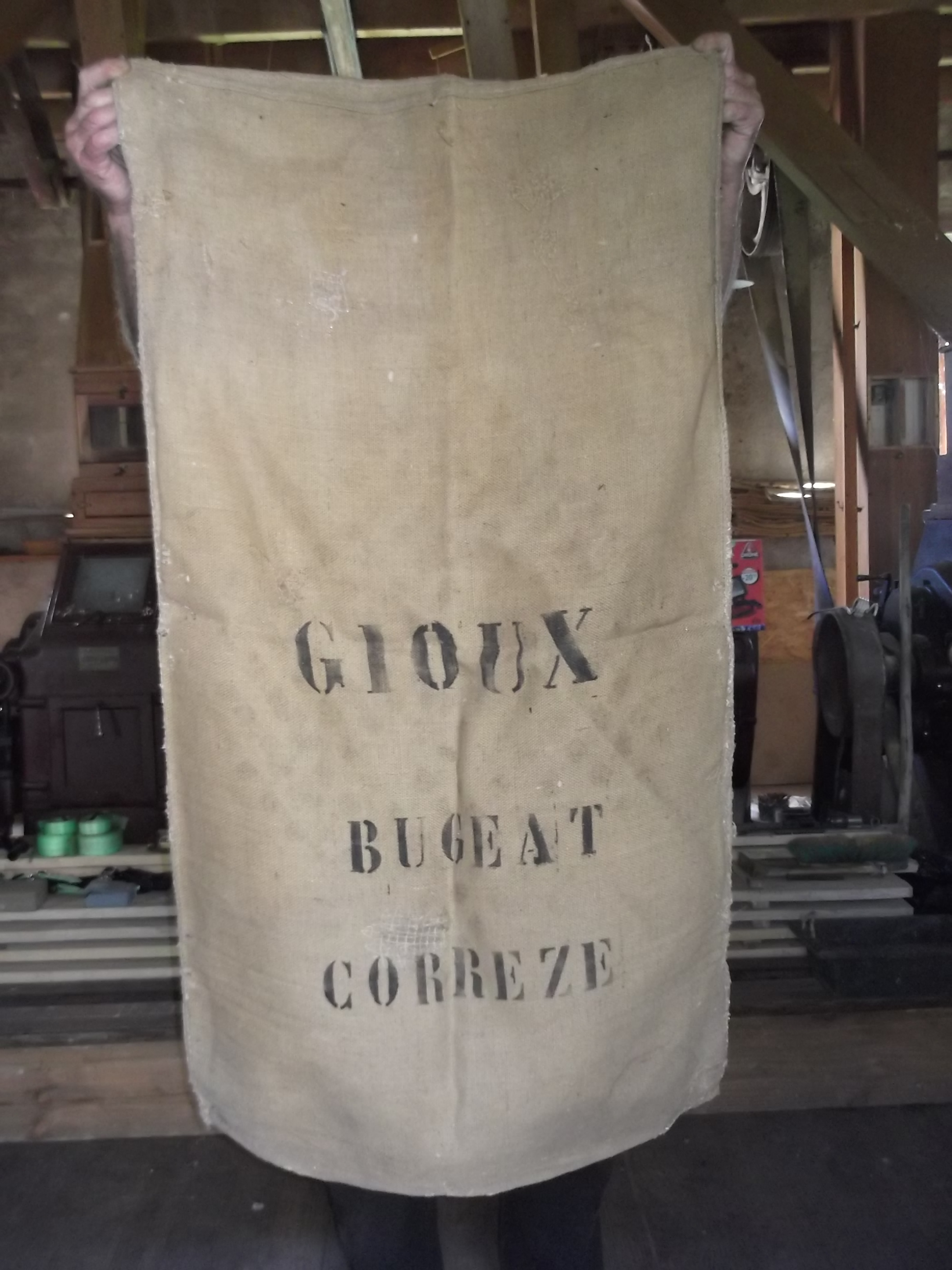
Sac à farine portant l’identité de l’entreprise Gioux dans le moulin « moderne ».
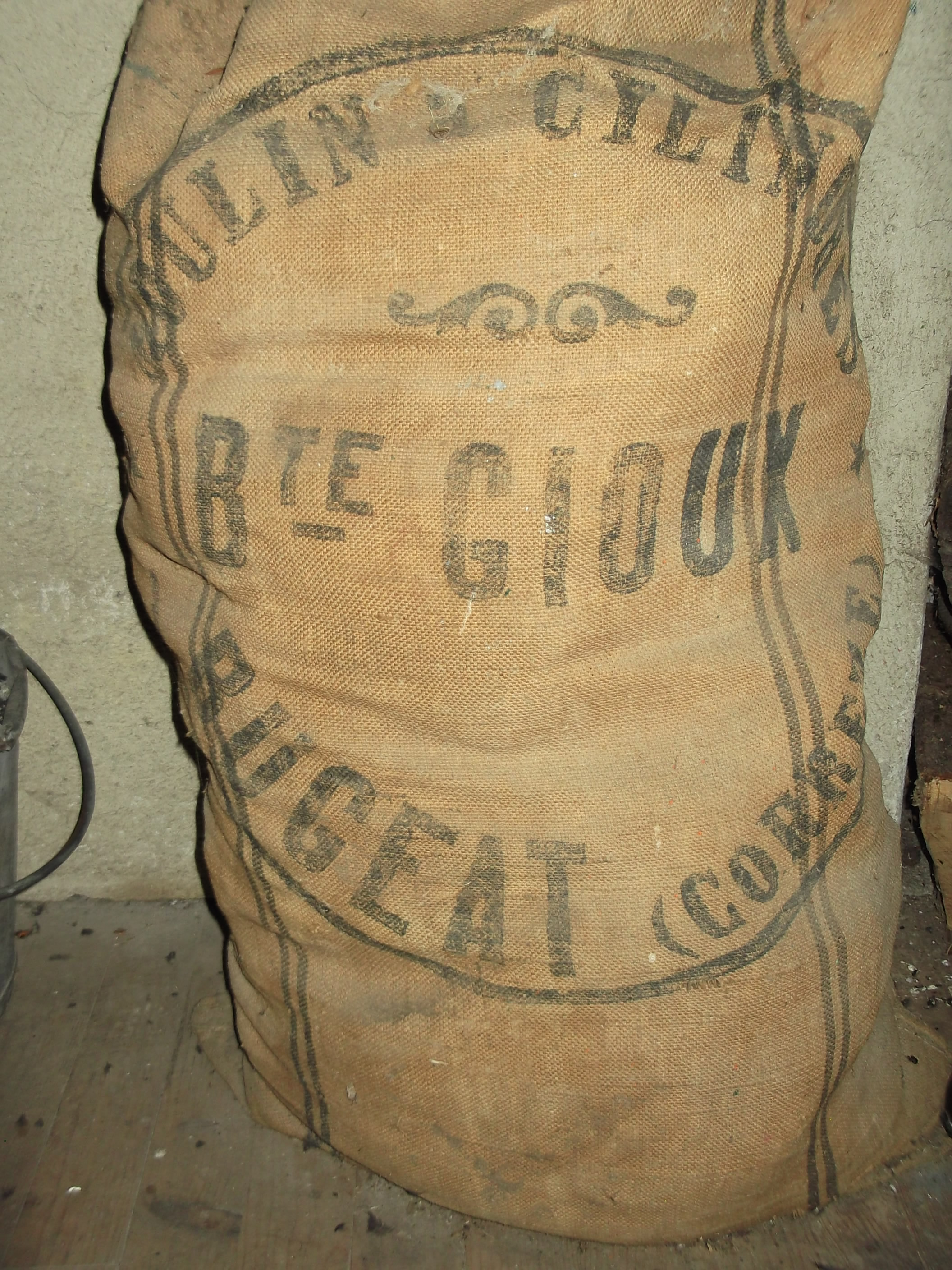
Sac à farine portant l’identité de l’entreprise Gioux dans le moulin « moderne ».
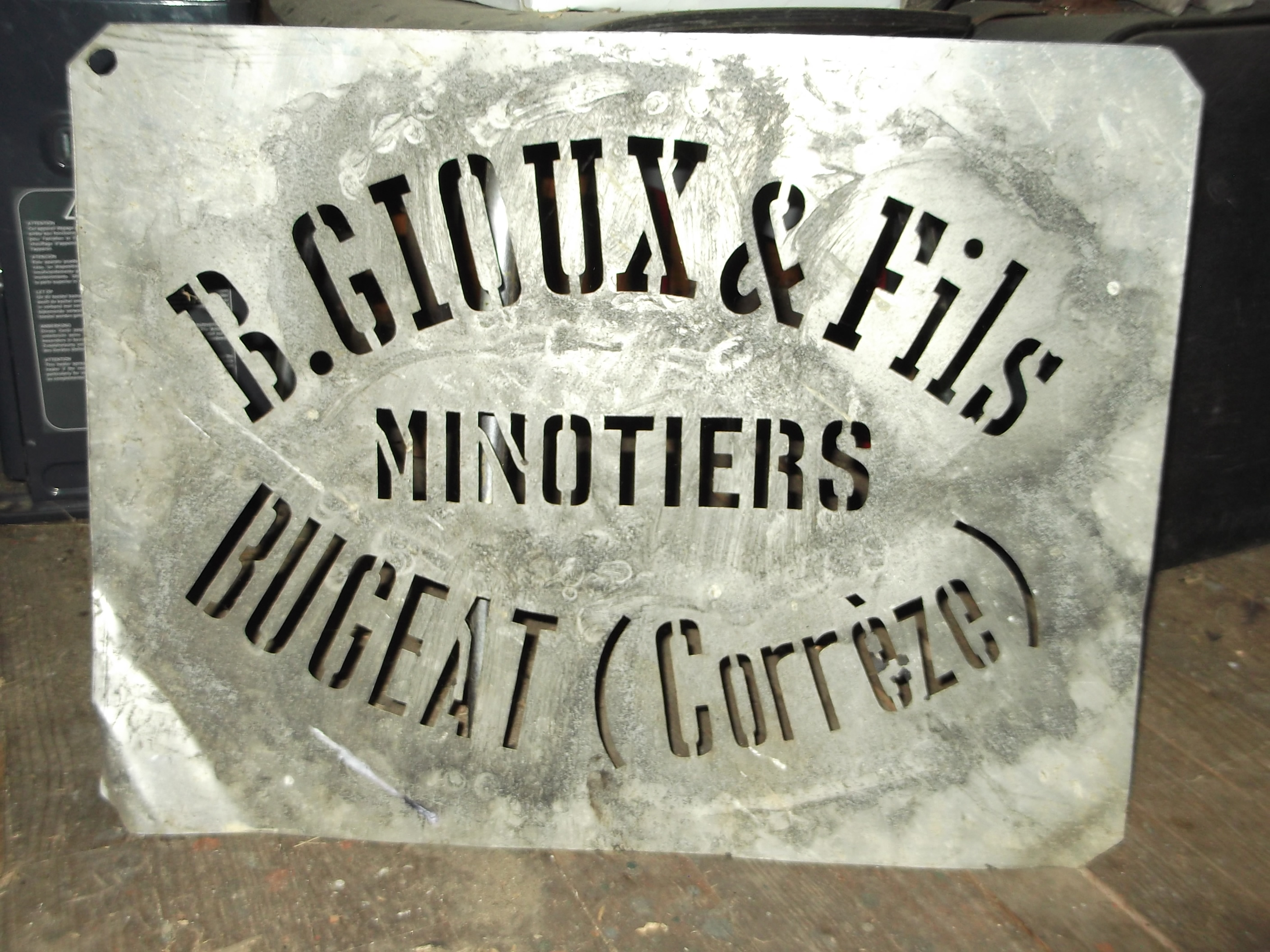
Pochoir de marquage des sacs avec l’identité de l’entreprise Gioux dans le moulin « moderne ».

Notes, d’après l’ouvrage de Jean Orsatelli :
- note 1 : Contrôleur de vitesse à boules de Watt : plus la vitesse imprimée aux mécanismes du moulin est importante, plus les boules s’élèvent ; un système d’ergots fait sonner la clochette dans deux cas : si la vitesse est insuffisante (une sonnerie), si la vitesse est excessive (deux sonneries) ; si la vitesse est convenable, il n’y a pas de sonnerie ;
- note 2 : Potence de levage des meules en pierre : une potence munie d’un étrier permet de lever la meule tournante pour effectuer les opérations d’entretien, et principalement pour le piquage (refaire les aspérités en surface) et l’habillage (refaire les rainures partant du centre) ; l’étrier tient la meule par deux chevilles placées sur le pourtour et cela permet de la faire pivoter.

## Autres moulins de la commune de Bugeat
Sept petits moulins à eau sont répertoriés, dans la commune de Bugeat, sur les cartes géographiques :
- sur le Ruisseau de l’Echameil : le Moulin ruiné de Coulournat ;
- sur le Ruisseau des Rochers, en amont du moulin du Ruisseau des Rochers, objet de cet article : le Moulin ruiné des Rochers ;
- sur le Ruisseau des Rochers, en amont du Moulin ruiné des Rochers : le Moulin ruiné de Gioux ;
- sur la Petite Vézère : le Moulin de Barthou ;
- sur la Vézère : le Moulin ruiné de Mouriéras ;
- sur la Vézère, en amont du Moulin ruiné de Mouriéras : le Moulin Champeaux ;
- sur la Vézère, en amont du confluent de la Vézère et de la Petite Vézère : le Moulin d’Orlianges.

Deux moulins, situés dans l’agglomération même de Bugeat, sont désignés, vu leur importance, comme des minoteries :
- minoterie Saderne ;
- minoterie du Ruisseau des Rochers, objet de cet article, à côté de laquelle se trouve le moulin « ancien ».

## Sources
- Panneau d’informations placé sur le site des Moulins de Razel, Conception/ Réalisation : L’association des Moulins de Razel et de Chaumeil et Pascal Yung, Saint-Rémy (19), Agence de Graphisme, sans date.
- Jean et Huguette Bézian, « Les grandes heures des moulins occitans », Paris, Plon, 1994.
- J.-L. Boithias et A. de La Vernhe, « Les moulins à mer et les anciens meuniers du littoral », Nonette, Éditions Créer, 1989.
- Jean-Marie Borzeix (sous la direction de), « Le Pays de Bugeat dans l’histoire. Tome 2 : le XXe siècle », Bugeat, Les Éditions « Les Monédières », 2002.
- Jean Bruggeman, « Moulins. Maîtres des eaux, maîtres des vents », Paris, Desclée de Brouwer, 2000.
- Jean-Baptiste Chèze, Léon Branchet et Johannès Plantadis, « Chants et chansons populaires du Limousin », Paris, Éditions de Lemouzi, 1908, ouvrage réédité à Tulle, revue Lemouzi, no 136, octobre 1995.
- Léon Dhéralde, « Dictionnaire de la langue limousine », publié par Maurice Robert, Limoges, Société d’Ethnographie du Limousin, de la Marche et des régions voisines, 1969.
- David Fauquemberg, « Que faire dans le Limousin », Paris, Dakota Éditions, 2005.
- Jean Orsatelli, « Les Moulins », Marseille, Jeanne Laffitte éditeur, 1979.
- Marcel Peyraud, « Bugeat au XXe siècle. Première partie. 1901-1940 », sans lieu, Imp. P. Reyssac, sans date.
- Joseph Roux, « Proverbes limousins », Tulle, revue Lemouzi, no 37, janvier 1971.